# Ferrari F50
A Ferrari F50 (Type F130) egy középmotoros sportautó, amelyet a Ferrari olasz autógyártó gyártott 1995-től 1997-ig. Az 1995-ben bemutatott autó kétajtós, kétüléses targa tetejű. A Ferrari F50-et egy 4,7 literes szívómotoros Tipo F130B V12  motor hajtja, amelyet az 1990-es Ferrari 641 Formula–1-es autóban használt 3,5 literes V12-ből fejlesztettek ki. Az autó dizájnja az 1989-es Ferrari Mythos koncepcióautó evolúciója.
Összesen 349 autó készült, az utolsó példány 1997 júliusában gördült le a gyártósorról. Az F50-es motorja megelőzte az autót; 1994-ben a Ferrari 333 SP-ben használták az amerikai IMSA GT Bajnokságon, ami lehetővé tette, hogy jogosulttá váljon az alapmotoros World Sports Car kategóriában. Az F50 a Ferrari F40 örököse és utódja, amelyet a Ferrari 50. évfordulójára szántak, noha már két évvel korábban debütált.
Az autót a Formula–1-es technikák alapján építették, felhasználva azt a tudást, amelyet a márka több mint ötven éven keresztül szerzett a Scuderia Ferrari versenyrészlegével. Fejlett technológiájának és limitált példányszámának köszönhetően az F50-et a rajongók és a gyűjtők egyaránt keresik, és előkelő helyet szerzett a Ferrari történelmi szupersportkocsi-családjában. 2002-ben, öt évvel az utolsó F50 megépítése után, az Enzo Ferrari ugyanazzal a filozófiával vette át a pozícióját: egy közúti sportautó a lehető legközelebb a Formula–1-es autókhoz.

## Eredettörténet

#### Tervezés, fejlesztés
Piero Ferrari, Enzo Ferrari legfiatalabb fia azt szokta mondani, hogy a Ferrarinak olyan személyisége van, mint semmilyen más autónak. Mintha csak e vélemény igazságát hangsúlyozná, az F50 története az ő egyik ötletével kezdődött az 1980-as évek végén, nem sokkal az F40 bemutatása után. Egyszerű ötlet volt: egy olyan sportautó megalkotása, amely az 1947-es Ferrari 125 S, a Ferrari történetének legelső futamgyőztes modelljén alapul, és amely magában foglalja a márka által a megalapítása óta elért összes technológiai fejlődést. Ahhoz hogy a Formula–1-et vegyék alapul az autó fejlesztéséhez, nemcsak az ügyfelek rendszeres kérése játszott közre, hanem az a tény is, hogy ez volt az a versenykategória, amelyre a Ferrari az azt megelőző 20 évben minden technológiai fejlesztését összpontosította.
A javaslat meggyőzte a Ferrari munkatársait. Luca di Montezemolo-nak, a márka akkori elnökének közvetlen felügyelete alatt elkészült az F130 belső kód nevű projekt specifikációja: az F50 egy utcai használatra átalakított Formula–1-es autó lett volna, amellyel a legmagasabb szintű versenyzés volt a cél, az ötven év alatt felhalmozott sportos és technikai jellemzőkkel. Ennek megfelelően az új jövevénynek a lehető legnagyobb mértékben a márka által versenyen indított modellekből kellett származnia.
Az F50-et egy 4,7 literes szívómotoros Tipo F130B V12  motor hajtja, amelyet korábban a Ferrari 641-es, Formula–11-es autókban használt 3,5 literes V12-es motorjából fejlesztettek ki. Ez a motor elsőként azonban nem az F50-esekben debütált, hanem már 1994-ben, a Ferrari 333 SP versenyautóban is szerepelt a motor, az amerikai IMSA GT Bajnokságon. Az IMSA ugyan is előírta, hogy a felhasznált motornak a nagyközönség számára értékesített autókban használt motorból kellett származnia. Ehhez a Ferrari F50 motorja megfelelőnek bizonyult, még ha csak egy évvel később is mutatták be a modellt. Az IMSA GT bajnokságban való részvétel fontos volt a Ferrari számára, mivel a márka 20 év kihagyás után a 333 SP-vel a prototípus osztályban szeretett volna visszatérni a sportautóversenyzésbe. Az ottani siker kulcsfontosságú volt ahhoz, hogy a márka egy visszaesés után visszanyerje népszerűségét az Egyesült Államokban, a Ferrari legnagyobb piacán.
Ami a tervezés során a legjelentősebb változásnak bizonyult az elődökhöz képest, az az erőforrásként választott atmoszférikus V12-es motor volt. A Ferrari korábbi szupersportautói - a 288 GTO és az F40 - ugyanis kétturbós V8-as motorral rendelkeztek. A formaterv megalkotására a Pininfarinát, a Ferrarival mindig is szorosan együttműködő neves olasz formatervező céget bízták meg. Lorenzo Ramaciotti rajzolta meg az autót az iroda megbízásából. Mivel az F130-ba (az F50 tervezésekor ezzel a motor kódnévvel futott a project) a Ferrari ötven évnyi versenyzői múltja során felhalmozott összes tudást bele kellett építeni, a fejlesztési folyamat sokkal tovább tartott, mint az F40 esetében. Míg a 288 GTO-ra épülő F40 és annak acélváza technológiailag nem volt kifinomult, az F50 teljes egészében könnyű anyagokból, például szénszálból készült. Az F50 nevet az autó elődje, az F40-es előtti tisztelgésként választották, amely nemcsak formatervével és teljesítményével hagyott maradandó nyomot, hanem azzal is, hogy az utolsó autó volt, amelyet még Enzo Ferrari életében építettek.

#### Bemutatás
1995. március 6-án este a Genfi Nemzetközi Autómúzeumban tartott bemutató során Ferrari F50 néven leplezték le az F130 sorozatgyártású változatát, megelőzve a három nappal későbbi Genfi Autószalonon történő világszintű bemutatót. Di Montezemolo a bemutatón elmondta: "Az volt a célunk, hogy a lehető legtöbb Formula–1-es technológiát tegyük egy utcai sportautóba, ugyanakkor egy könnyen vezethető autót építsünk."
Az 1995-ös bemutatóval az F50 bizonyos értelemben két olyan célt is elhibázott, amelyet a Ferrari előzetesen kitűzött az autó számára. Egyrészt az F50 két évvel korábban érkezett a Ferrari 50. évfordulójának megünnepléséhez - mivel ezt a mérföldkövet csak 1997-ben érte volna el -, másrészt az autó egy évvel túl későn érkezett az IMSA homologizációjához. A Ferrarinak mégis sikert könyvelhetett el, hiszen az IMSA szervezete annyira elégedett volt a Ferrari nevezésével, hogy elfogadta a 333 SP homologizációját, csupán az F50-es megalkotásának ígéretével.
Az F50 bemutatásakor a Ferrari bejelentette, hogy két év alatt legfeljebb 349 példányt fog gyártani. Enzo Ferrari elképzelése volt korábban, hogy a tervezett piaci keresletnél eggyel kevesebbet gyártanak, hogy biztosítsák a kellő exkluzivitást. Végül legalább 350 darab F50-es készült a Ferrari maranellói gyárában - bár a pletykák szerint valószínűleg több példány készült néhány nagyon gazdag ügyfél kérésére, a legelső F50-es pedig a Ferrari tulajdonában maradt, és soha nem kínálták eladásra. Az autó kereskedelmileg nagy siker lett, amely a leglelkesebb "Ferraristák" számára készült, és akkori ára 400 000 euró környékén volt.

## Jellemzői

#### Motor és meghajtás

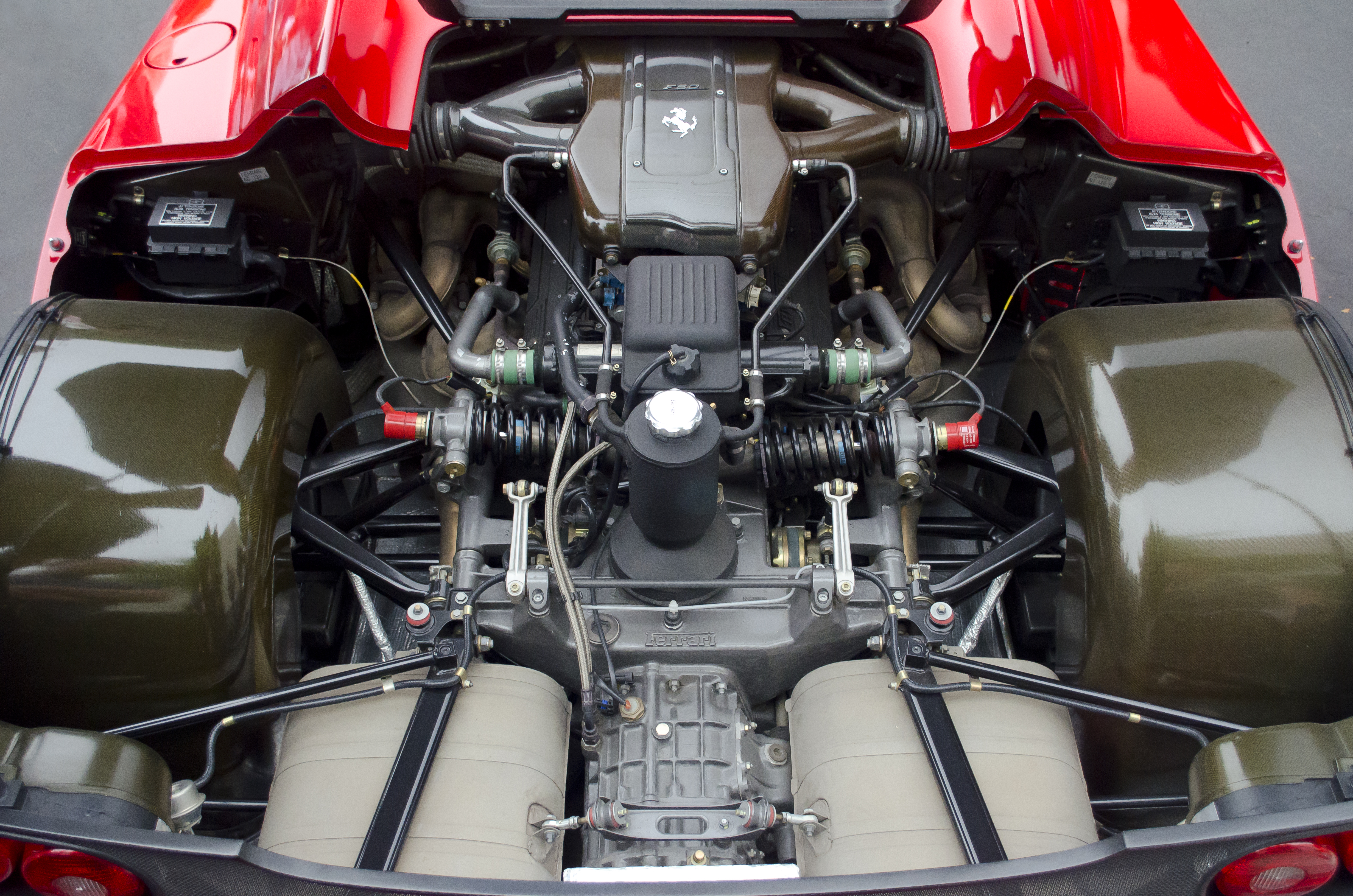
A 4,7 literes Tipo F130 B V12 motor

Az F50 szíve egy hosszirányban elhelyezett 4,7 literes, atmoszférikus F130B V12-es motor, 65 fokos V-szöggel, hengerenként öt szeleppel (azaz összesen hatvan szeleppel) és dupla felső vezérműtengelyes (DOHC) motorral. A kenésről egy dry-sump rendszer gondoskodik; a szekvenciális elektronikus benzinbefecskendezést a Bosch Motronic 2.7 motorvezérlő rendszer végzi. A motort a 3,5 literes V12-es motor alapján fejlesztették ki, amelyet először az 1990-es Ferrari 641-es Formula–1-es autóban használtak, amelyet abban az idényben Alain Prost és Nigel Mansell vezetett. A 11,3:1 sűrítési arányú, nagy fordulatszámú erőforrás 520 lóerőt (383 kW) termel 8500-as fordulatszámon, és 471 Nm nyomatékot 6500-as fordulatszámon. Ez 109,2 lóerő/liter fajlagos teljesítménynek felel meg, ami akkoriban a legmagasabb volt a légköri motorral szerelt szériaautók között.
Azonban annak, hogy a Ferrari 641-es Formula–1-es autójának motorját fejlesztették tovább az F50-hez, egy komoly hátránya is lett. Nevezetesen, hogy a korlátozottan megnövelt motorteljesítmény miatt az F50 messze elmarad riválisaitól. Azok, amelyek nem rendelkeznek nagyobb lökettérfogattal (mint például a McLaren F1 és a BMW 6,1 literes V12-ese vagy az 5,7 literes  Lamborghini Diablo) kompresszoros rendszerrel vannak felszerelve, mint például a Bugatti EB110 és a 3,5 literes V12-ese 4 turbófeltöltővel. A megbízhatóság bizonyos szintjének fenntartása érdekében egy blokkot nem lehet a végtelenségig újrafúrni, és a lökettérfogatát sem lehet tetszőlegesen növelni: az F50 hengerűrtartalma ezért 4,7 literre korlátozódik, és az a törekvés, hogy egy olyan motorblokkal szereljék fel, amely a lehető legjobban hasonlít az F1-es autókéhoz, kizárja a kompresszoros feltöltés alkalmazását.
Mindazonáltal a motor az akkori technológia élvonalába tartozott: 5 szelepes hengerfej, száraz olajozás, a legmodernebb elektronikus vezérlés a szívó- és gyújtásvezérléshez, titánból készült összekötőrudak, változó szelepnyitási rendszer a szívó- és a kipufogórendszerben, karbon légtartály, változó hosszúságú szívócsövek és így tovább. Tizenkét hengeres motorhoz képest meglehetősen könnyű, száraz tömege 198 kg. Használat közben versenyzői származása jellegzetes hangjában tükröződik.
A motor a hátsó kerekeket hajtja, és egy hatfokozatú kézi sebességváltóhoz csatlakozik a Ferrarinál hagyományos H-mintázatú, száraz, dupla tárcsás tengelykapcsolóval és korlátozott csúszású differenciálművel felszerelve. Mivel a technológia még gyerekcipőben járt, a Ferrari a hosszú élettartam miatt még nem merte felszerelni az F50-et az akkoriban nemrég bevezetett, a kormánykeréken elhelyezett váltókarokkal ellátott F1-es félautomata sebességváltóval. A 105 literes gumitartályok a motor két oldalán vannak elhelyezve. A motort fém segédkeretek rögzítik közvetlenül az alvázhoz. Ennek előnye a súlymegtakarítás és a merevség növelése; hátránya, hogy ez a rögzítési módszer vezetés közben sok rezgést okoz a pilótafülkében. Ez bizonyosan nem teszi az F50-et kényelmessé vezetés közben.

#### Alváz, Külső

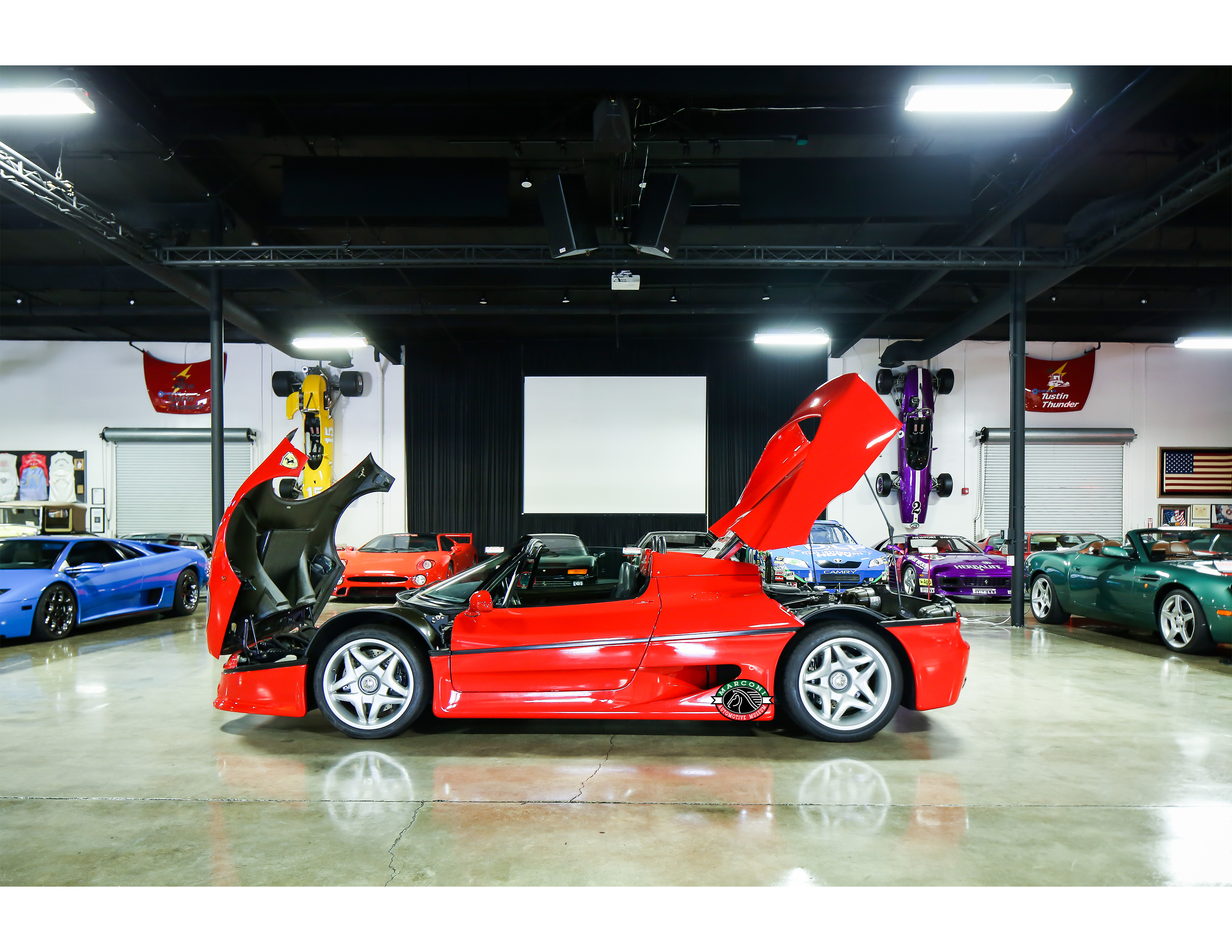
Ferrari F50 a Marconi Autómúzeumban

Az F50 váza szénszálból, kevlárból és epoxigyantából készült monocoque, amelyet az amerikai Cytec Aerospace által gyártott méhsejt szerkezetbe építettek össze. Tehát az F50 is teljes egészében olyan kompozit anyagokból készült monocoque szerkezetet alkalmaz (a levehető tető kivételével), mint közvetlen riválisa a McLaren F1.
Egyetlen alváz megépítéséhez a Cytec Aerospace 250 folyóméter szénszálat és 500 méter nejlonszövetet állított össze mintegy 400 óra kézimunkával. A Cytec Aerospace által a Pininfarina5 műszaki tanulmánya alapján gyártott egész egység tömege mindössze 102 kg. Ez volt az első alkalom a Ferrari számára; ez az eljárás akkoriban a versenyzésben nagyon gyakori volt, de a sorozatgyártásban rendkívül ritka. Az F50 alváza a 333 SP alvázából származik, amely sportkocsi a Scuderia által az amerikai IMSA-bajnokságban indított sportkocsi volt. Kis súlya ellenére ez a konstrukció nagyon merevvé teszi a vázat torziós szempontból, ami javítja az autó kezelhetőségét és vezethetőségét. Az F50 fogasléces kormányművel rendelkezik.
A hosszirányban elhelyezett motor/váltómű egység teherhordó és közvetlenül a karosszériához csavarozott, ami a szuperautók között teljesen egyedülálló megoldás.
A független felfüggesztés titán tolórudakból és egyenlőtlen hosszúságú keresztlengőkarokból, tekercsrugókból és Bilstein gázzal töltött teleszkópos lengéscsillapítókból áll, amelyeket toló- és lengőkarok működtetnek, - mindezt elektronikusan vezérelve -  és közvetlenül a sebességváltóhoz vannak rögzítve.
Az F50-et Brembo öntöttvas féktárcsákkal szerelték fel, amelyek a jobb hűtés érdekében perforáltak, és alumínium féknyergekkel vannak felszerelve. Olyan segédrendszerekkel, mint a blokkolásgátló, a szervofék és a szervokormány az F50 nem rendelkezik. A Ferrari úgy gondolta, hogy ez nem illik az F50 purista jellegéhez. Az elektronikus vezetési segédeszközöket nélkülöző, kompozit monocoque alvázzal, versenyfelfüggesztésekkel, talajhatású alufalazattal és teherbíró motorral rendelkező F50-es csak a teljesítményről szól. Ennek eredményeképpen a kényelem szintje viszonylag alacsony, a mechanikai zajok és rezgések szintje magas, ami az utastér és a motortér közötti szigetelés hiányának köszönhető. A légkondicionáló (amelyet hasznosnak tartanak, mivel a vezető csak néhány centiméterre ül a V12-es motor előtt) mindazonáltal emlékeztet arra, hogy ez egy nyílt utakon való használatra jóváhagyott autó.
Emellett a versenysportból származó technológia átvétele bizonyos elemek, nevezetesen a sebességváltó vezérlése és a fékek esetében anyagi korlátokba ütközött. Míg a Ferrari volt az első F1-es csapat, amely szekvenciális félautomata sebességváltót használt, addig az F50 hagyományos mechanikus sebességváltóhoz ragaszkodik. Hasonlóképpen, a karbon fékrendszert a megbízhatóság hiánya miatt elvetették a Brembóval közösen kifejlesztett hagyományosabb berendezések javára.
Az F50 stílusa az autó bemutatásakor sok vitát váltott ki. Teljesen az aerodinamikai követelmények diktálták, és hiányzott belőle a Pininfarina műhelytől megszokott kecsesség. Míg egyesek szerint az 1960-as évek P4 és P5 prototípusaira emlékeztet, valójában a Ferrari Mythos koncepcióautóból származik, amely nagyobb lelkesedést váltott ki, amikor néhány évvel korábban bemutatták. Az F50 ellentmondásos megjelenésében nagy szerepe volt az orr-részt formázó számos légbeömlőnek, míg a hátsó rész klasszikusabb volt, az F40 általános arányait idézte, különösen a tat fölé nyúló spoilerrel. A külső többi része viszont sokkal kerekebb és folyékonyabb, mint az F40-esé. Az F50 eleje viszonylag kicsi hűtőrácsot, de jelentős hűtőnyílásokat kapott a fényszórók között. Az oldalakon, az ajtók és a hátsó kerekek között is hűtőnyílások találhatók, amelyek növelik a hűsítő külső levegő áramlási sebességét. Az F50-nek levehető teteje van (úgynevezett targa-tető), amely lehetővé teszi, hogy az autót nyitottan is lehessen vezetni, és a tető úgy van kialakítva, hogy az autó zárt állapotban teljes értékű kupéként élje le az életét. Mivel a levehető tető nem tárolható sehol az autóban - az egyetlen csomagtér az autó elején egy cipősdoboz méretű -, a Ferrari az F50-est vászontetővel együtt szállította, amelyet használaton kívül az ülések mögé lehet pakolni, és hevederekkel lehet a helyén tartani.

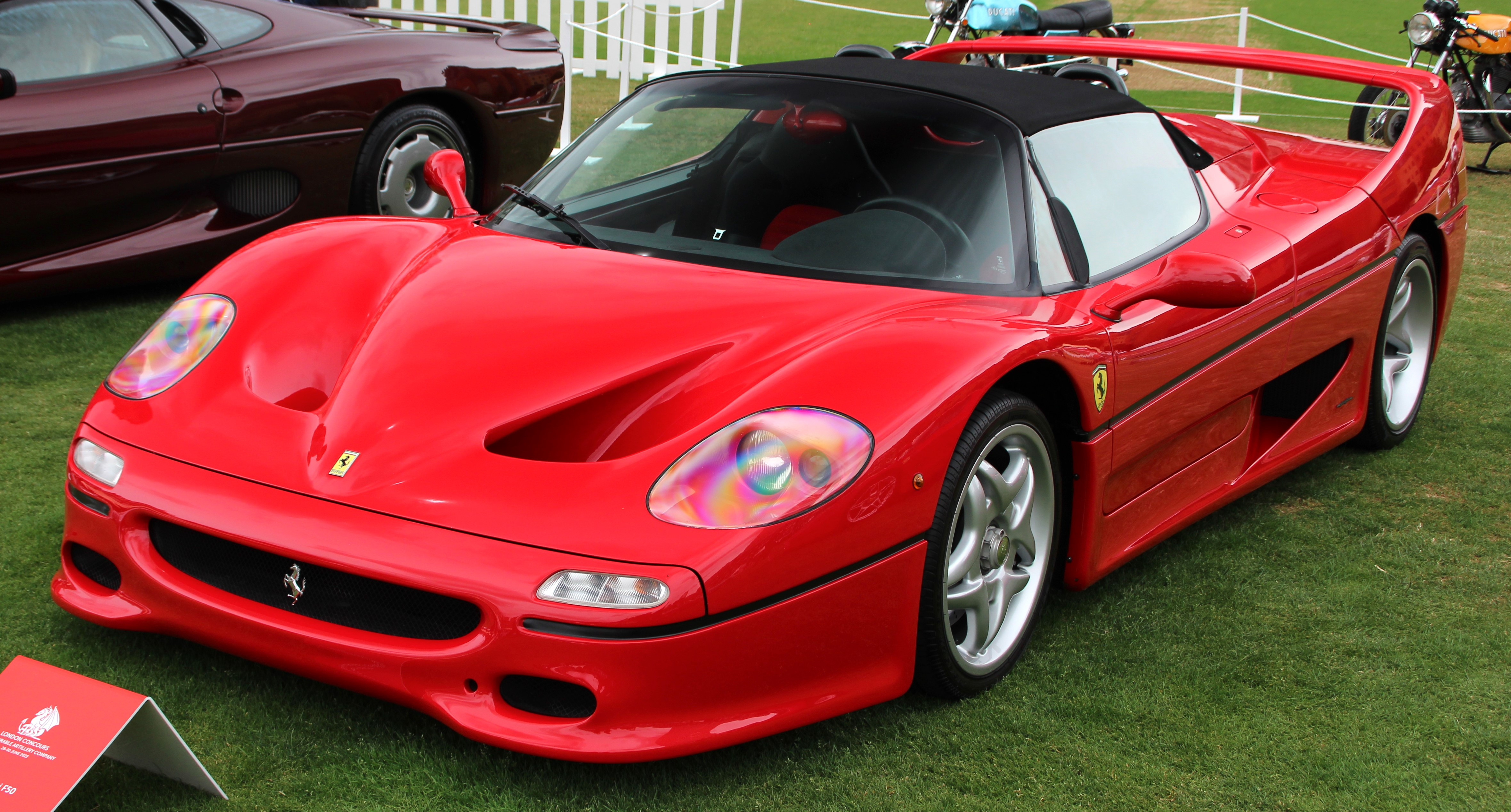
Egy Ferrari F50 a London Concours 2022 versenyen

A 18 colos kerekeket a Goodyear fejlesztette ki az F50 számára. A hátsó abroncsok (335/30 ZR-18 típusúak) szélesebbek és nagyobb átmérőjűek, mint az első abroncsok (245/35 ZR-18 típusúak). A hozzá tartozó öt küllős felnik, amelyeket az olasz Speedline gyártó készített, magnéziumötvözetből készültek. A 349 eladott F50 túlnyomó többsége Rosso Corsa (piros, 302 darab) színben került forgalomba. Vannak még példányok Giallo Modena (sárga, 31 darab), Rosso Barchetta (sötétvörös, 8 darab), Argento Nurburgring (ezüst, 4 darab) és Nero Daytona (fekete, 4 darab) színben is.
Az F50 belső tere a súlycsökkentés jegyében meglehetősen spártai. A műszerfal például egy szénszálas panelből áll, amelyet csak három szellőzőnyílás szakít meg, és ez az anyag az egész belső térben megtalálható. A műszerfal tetejét alcantara borítja. A milánói MOMO által gyártott sportkormánykerék nem tartalmaz légzsákot. A vödrös ülések kárpitozása brit Connolly bőr és szövet. Az ideális vezetési pozíció kialakítása érdekében nemcsak az ülések, hanem a pedálok is állíthatóak. Az ablakokat kézzel kell nyitni, és hiányzik a rádió. A luxus egyetlen formája, amellyel az F50 rendelkezik, a légkondicionáló.

## Teljesítmény

#### Sebesség és gyorsulás

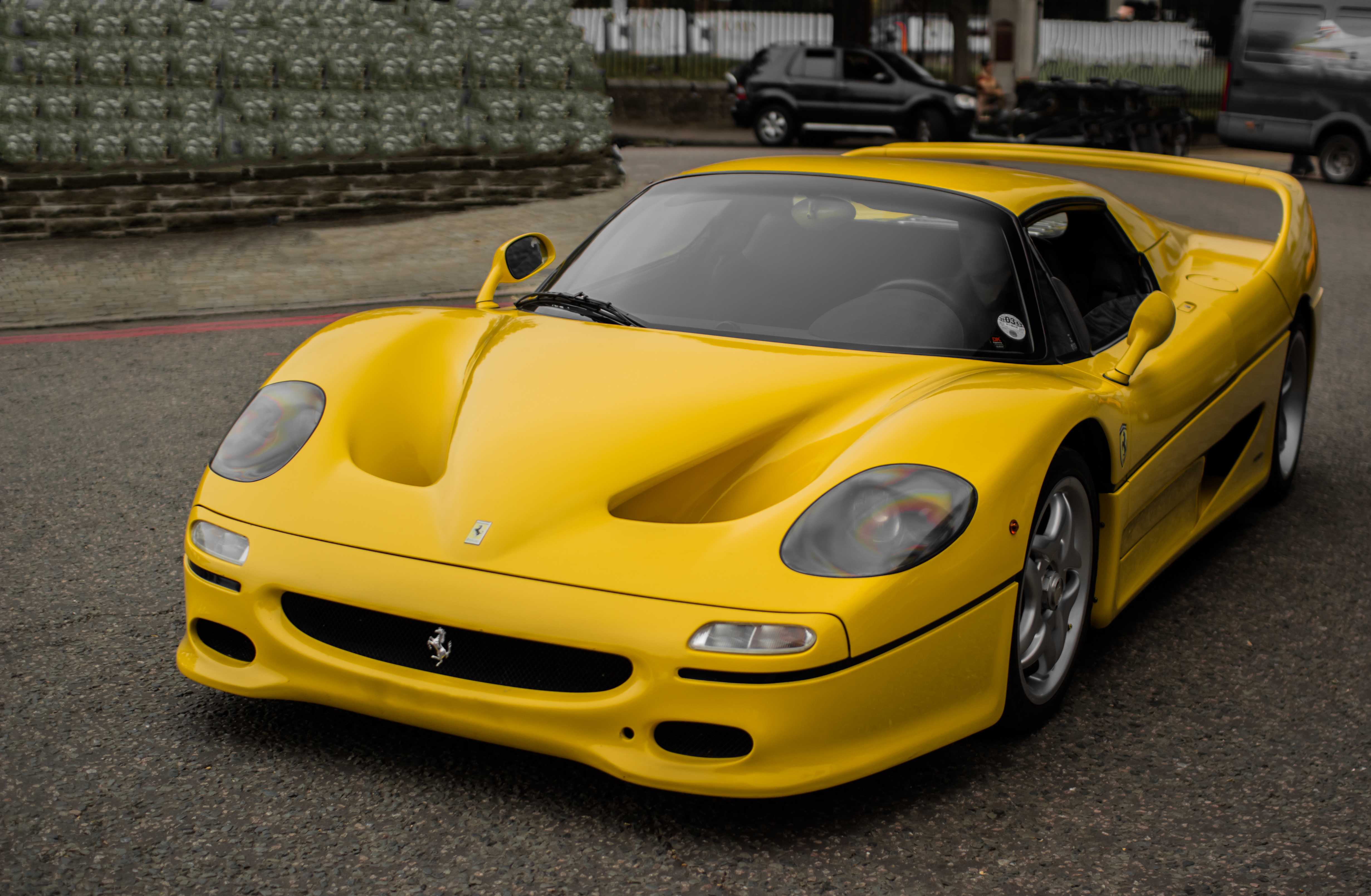
Az F50-ből 31 db sárga színű, úgynevezett Giallo Modena van

A Ferrari kínálatának élvonalába tartozó F50 a korához képest magas szintű teljesítményt jelentett be, mind a végsebesség, mind a gyorsulás tekintetében. 320 km/h-s sebességet mértek, miután álló helyzetből 21,1 másodperc alatt tette meg a kilométert. Ami a gyorsulást illeti, ötödik fokozatban 3,5 másodperc alatt gyorsult 100-ról 140 km/h-ra, míg a legmagasabb fokozatban 5,4 másodperc alatt. Abszolút értékben ezek ebben a korban kivételes számok voltak. Ha azonban összehasonlítjuk őket az F40 által elért eredményekkel, akkor az általános változás csekély. Utóbbi ugyanis 21,8 másodperc alatt tette meg a kilométert álló helyzetből; ami a végsebességét illeti, az még magasabb, 321 km/h-t mértek. Az F50 csak a gyorsulásban tudott igazán elszakadni elődjétől, ebben a szakágban az F40 turbóinak reakcióideje és ötfokozatú sebességváltója hátrányt jelentett.
A nyers teljesítmény stagnálásának több lehetséges magyarázata is van. Először is, az F50 viszonylag nehéz, súlya 1389 kg. Ez 150 kg-mal több, mint az F40, amely mindössze 1240 kg-ot nyom. Másodszor, a két modell közötti teljesítményváltozás összességében korlátozott, 478-ról 520 lóerőre nőtt, ami kevesebb mint 10%-os növekedést jelent. E két tényező kombinációja azt jelenti, hogy a teljesítmény/tömeg arány - a teljesítmény fontos mutatója - 2,59 kg/lóerő-értékről 2,67 kg/lóerőre csökkent. Valójában az F50-et két akkori közvetlen riválisa, a McLaren F1 és a Bugatti EB110 Supersport is megelőzte. Mindkettő 20 másodperc alatt volt álló helyzetből a végsebességén, amely mindkettő esetében meghaladta a 350 km/h-t. Ez a különbség részben azzal magyarázható, hogy az F50 teljesítménye - 520 lóerő, szemben a riválisok 610, illetve 611 lóerejével - kisebb lökettérfogata és a kompresszoros feltöltés hiánya miatt nem volt olyan nagy. Emellett a McLaren lényegesen könnyebb, 1140 kg-ot nyom, míg a Bugatti előnyére válik az összkerékhajtás, amely jobb tapadást biztosít álló helyzetből való gyorsításkor.
Az F50 bemutatásakor több autós újságíró szerette volna kipróbálni az autót valós körülmények között, de a Ferrari nem bocsátott rendelkezésre sajtóautót - ami egy új autó bemutatásakor szokás -, és úgy tűnt, hogy az autós magazinok próbálkozásait is meghiúsítja, hogy a tulajdonosok révén egy autót kapjanak, hogy részt vehessenek az összehasonlító teszteken. Néhány kör megtétele a Ferrari saját Pista di Fiorano tesztpályáján lehetséges volt, de az F50 teljes körű tesztelése kivitelezhetetlennek bizonyult. Úgy tűnt, a Ferrari tisztában volt azzal, hogy az F50 nem gyorsabb elődjénél, és valószínűleg ezt az üzenetet, valamint az azt követő várható csalódást szerette volna távol tartani a nyilvánosságtól. Az amerikai Car and Driver magazinnak 1997 elején az elsők között sikerült megszereznie egy F50-est, hogy teljes körű tesztnek vessék alá, és a következő eredményeket tette közzé:
- 0-60 mph (97 km/h): 3,8 másodperc
- 0-100 mérföld/óra (160 km/h): 8,5 másodperc.
- 0-150 mérföld/óra (240 km/h): 18,8 másodperc
- 1/4 mérföldes sprint: 12,1 másodperc, végsebesség: 123 mérföld/óra (198 km/h)
- végsebesség: 312 km/h (194 mérföld/óra)
- oldalirányú gyorsulás: 0,95 g (gyári előírás: 1,2 g)

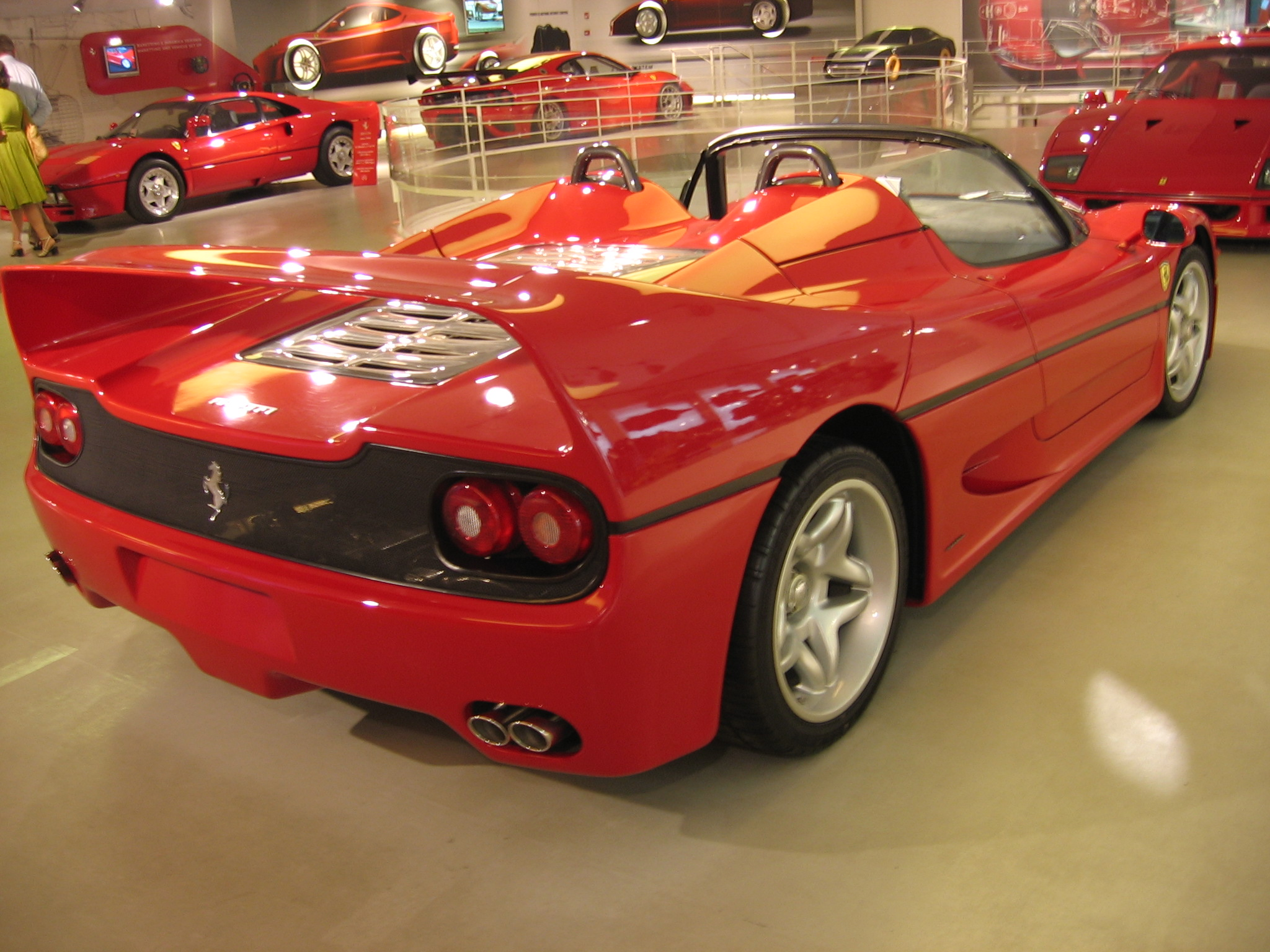
Hátulja

A cikk arra a következtetésre jutott, hogy a tesztelt F50-es - amelynek kilométeróráján mindössze 31 kilométer állt, tehát még alig futott be - számos ponton nem tudta teljesíteni a gyári specifikációt. Ráadásul ez a teszt valóban azt mutatta, hogy a régebbi F40 majdnem ugyanolyan teljesítményt mutatott, sőt bizonyos szempontból gyorsabb volt, mint a sokkal fejlettebb és erősebb F50. Ezzel szinte egy időben a Road and Track amerikai magazin is tesztelt egy F50-est. A teszteredmények jobbak voltak (0–100 km/óra 3,6 másodperc alatt, 0–100 km/óra 8,0 másodperc alatt), de mindenekelőtt a vezetési élményt dicsérték: "Mindennél jobban, az F50 egyszerűen úgy érzi magát, mint egy versenyautó. Kellemes és kiszámítható vezetni.
1997 decemberében a brit szaklap CAR más sportkocsikról való lemondás ellenére a legjobb kezelhetőségű autóról írt. Az F50 simán megnyerte ezt a tesztet: "Ekkora teljesítmény, ekkora hang, ekkora kanyarodási erő... Mégis mindez olyan barátságos, olyan könnyen szabályozható. Volt már ilyen szörnyű autó, amelyik ilyen szépen kezelhető volt? Szerintünk nem. A pályán megmutatkozott az F50-ben rejlő valódi potenciál. A Fiorano pályán elért 1:27,0 perces köridejével az F50 egyértelműen gyorsabb volt, mint az F40 (1:29,6) és a 288 GTO (1:36,0).

#### Vezethetőség
Mivel a nyers teljesítmény csak egy teljesítményparaméter a sok közül, az F50 tervezői a dinamikus viselkedésre összpontosítottak, hogy a versenypályán a lehető legjobb hatékonyságot érjék el. Például a Fiorano tesztpálya - a Scuderia Ferrari privát pályája, amelyen a csapat összes Formula–1-es autóját hangolják - egy körén elért időnyereség az F40-eshez képest körülbelül négy másodperc. Ez a különbség kiemeli az F50 rendkívül precíz kezelhetőségét.
Valójában a felfüggesztés-motor architektúrája lehetővé teszi, hogy a dinamizmus és a hatékonyság terén kompenzálja azt, amit a menetkomfort terén feláldoz. A felfüggesztés és a motorkarosszéria szigetelőelemeinek és szilentblokkjainak teljes hiánya megerősíti a teherhordó szerkezet által természetes módon kiváltott merevséget, ami lehetővé teszi az F50 számára, hogy nagyszerű dinamikus irányíthatóságot mutasson. Az autó teljesen laposan, nagyszerű reakciókészséggel fordul, és a karosszéria minden parazita mozgása (gördülés, dőlés vagy orrfelhúzás) szinte észrevehetetlenül semlegesül. Ennek eredményeképpen az F50 vezethetősége és tapadása ritkán sérül, lehetővé téve a teljesítmény optimális kihasználását.

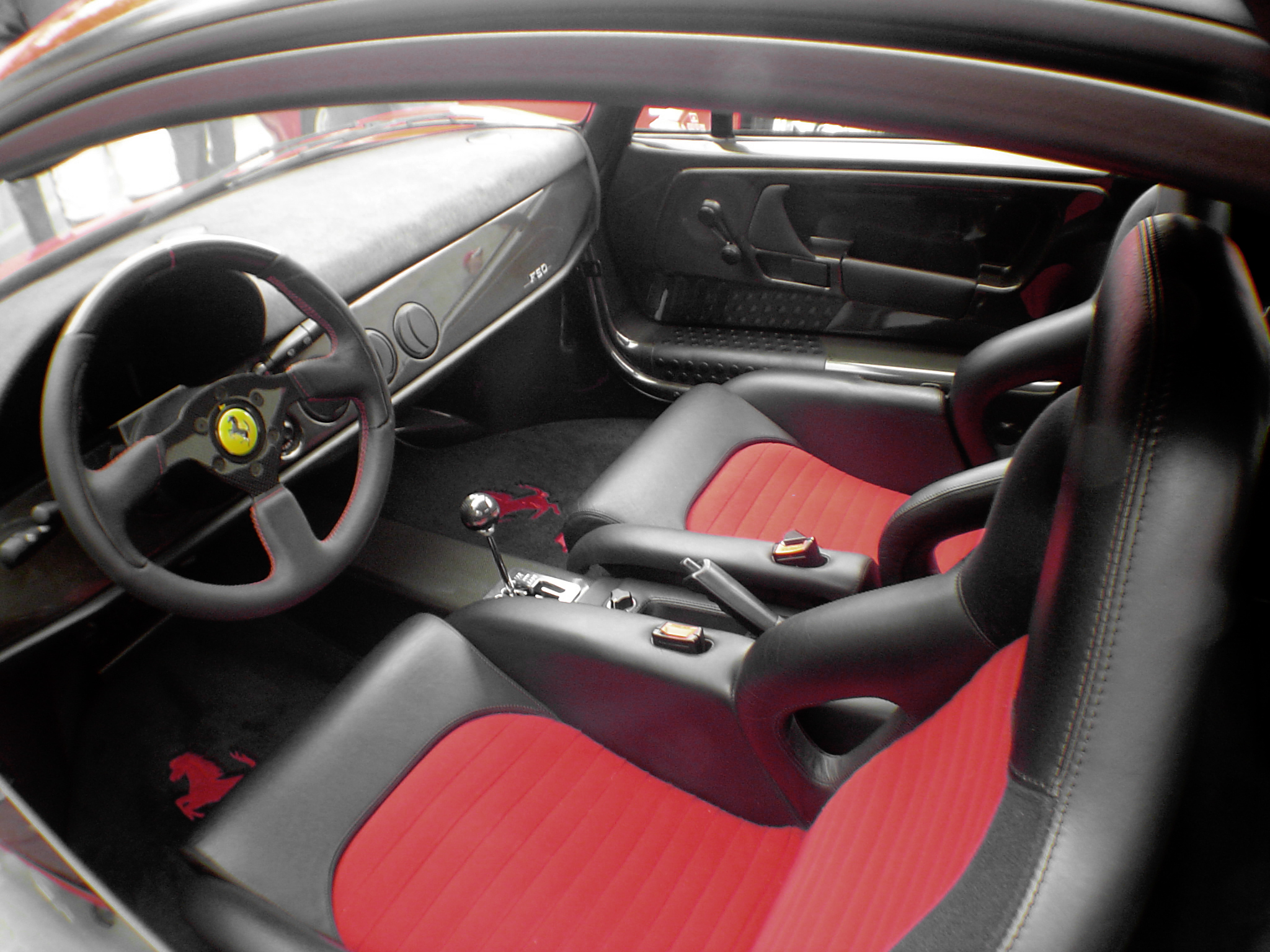
Belülről

Az F50 a Scuderia aerodinamika terén felhalmozott tapasztalataiból is profitál. Lapos aljú karosszériáját úgy tervezték, hogy talajhatást generáljon, amely kiegészíti a karosszéria hátsó részén túlnyúló spoiler által már létrehozott leszorítóerőt, és ezáltal növeli a tapadás szintjét. Ezt a megoldást a Lotus Formula–1-es csapata fedezte fel az 1970-es évek végén, és hamar elterjedt az autósportban. Lehetővé teszi, hogy az autó "tapadjon" a talajhoz azáltal, hogy a sebesség növekedésével arányosan vákuumot hoz létre a jármű és a pálya között.
Radikális kialakítása ellenére az F50 még mindig nagyon jól használható terepen. Nyílt úton bármilyen sebességgel könnyebb vezetni, mint elődjét. A kezelhetőségnek ez a mesterfokon történő elsajátítása az F50-nek nagyszerű állandóságot és hatékonyságot kölcsönöz, ami az aerodinamika és a futómű tervezésében elért előrelépéseket tükrözi.

#### Fogadtatás
Bár az F50 egy technikailag fejlett szupersportkocsi volt, az autó nem kapott a közönségtől egyöntetűen pozitív fogadtatást. Az F50-ről azt mondták, hogy kevésbé karakteres, mint elődje, az F40, az utolsó autó, amelyet maga Enzo Ferrari felügyelete alatt fejlesztettek. Az F40-es, amely gyorsulásban és végsebességben majdnem olyan gyors volt, mint az F50-es, sokak szerint sokkal szenzációsabb volt vezetni. Az F50 szokatlan formatervét az átlagosnál több kritika is érte, különösen a nagy hűtőnyílásokat, a hosszú első túlnyúlást és a lekerekített spoilerrel ellátott rövid hátsó túlnyúlást. A népszerű Top Gear műsorvezető, Jeremy Clarkson még a márka történetének legnagyobb katasztrófájának is nevezte az F50-et.
De talán a legfontosabb tényező az volt, hogy az F50 teljesítményszintje szinte azonnal eltörpült a sokkal gyorsabb versenytársak, például a Jaguar XJ220, a Bugatti EB110, a Lamborghini Diablo és a (bevallottan sokkal drágább) McLaren F1 mellett, amely akkoriban 386,4 km/h-s végsebességével egyértelműen Primus inter pares volt. Egy olyan nagyságú gyártótól, mint a Ferrari, többet vártak a teljesítmény tekintetében, mint amit az F50 teljesíteni tudott. Ennek ellenére az F50 mind a 349 példányát eladták, mielőtt a gyártás megkezdődött volna. Az autó eladási árát 480 000 dollárban határozták meg, azonban az autót nem mindenki tudta megvásárolni. Hogy kivegyék a szelet a spekulánsok vitorlájából - az F40-est sokan vásárolták, hogy aztán jóval magasabb áron adják tovább -, csak a maga a Ferrari által kiválasztott ügyfélkör vehetett F50-est (legalábbis az Egyesült Államokban). Az előleg befizetése után az autót két évig lízingelni kellett, mielőtt a tulajdonjog átadásra került volna. Ez a lízingkonstrukció végül több mint 560 000 dollárjába került a tulajdonosnak.

## Ferrari F50 GT
Az F40 GTE és LM változataival a Ferrari egy meglehetősen sikeres versenyautót épített a magánpilóták (úgynevezett privát versenyzők) számára, többek között a BPR Global GT Endurance Series-ben, a GT autók akkori hivatalos hosszú távú világbajnokságában. Hogy versenyképes maradjon, a Ferrari úgy döntött, hogy az F50-es alapjaira fejleszt egy utódot, amely az 1997-ben induló FIA GT-bajnokságban is versenyezhet. Noha az F50 a versenyekben már bevált megoldások eredményét hasznosítva készült, mégis csak szabad utakon való használatra engedélyezett jármű, ami bizonyos kompromisszumokat von maga után, különösen a kényelem és a könnyű kezelhetőség tekintetében. Kompromisszumok, amelyek mind hátrányt jelentenek a versenypályán való kizárólagos használatra szánt változat esetében. A Ferrari ezért egyesítette erőit az olasz Dallara és Michelotto versenyautó-gyártókkal, hogy kifejlessze az F50 GT-t, az F50 „extrém” változatát, amelyet motorversenyzésre szántak. A két gyártó korábban már számos más projektben is együttműködött a Ferrarival.

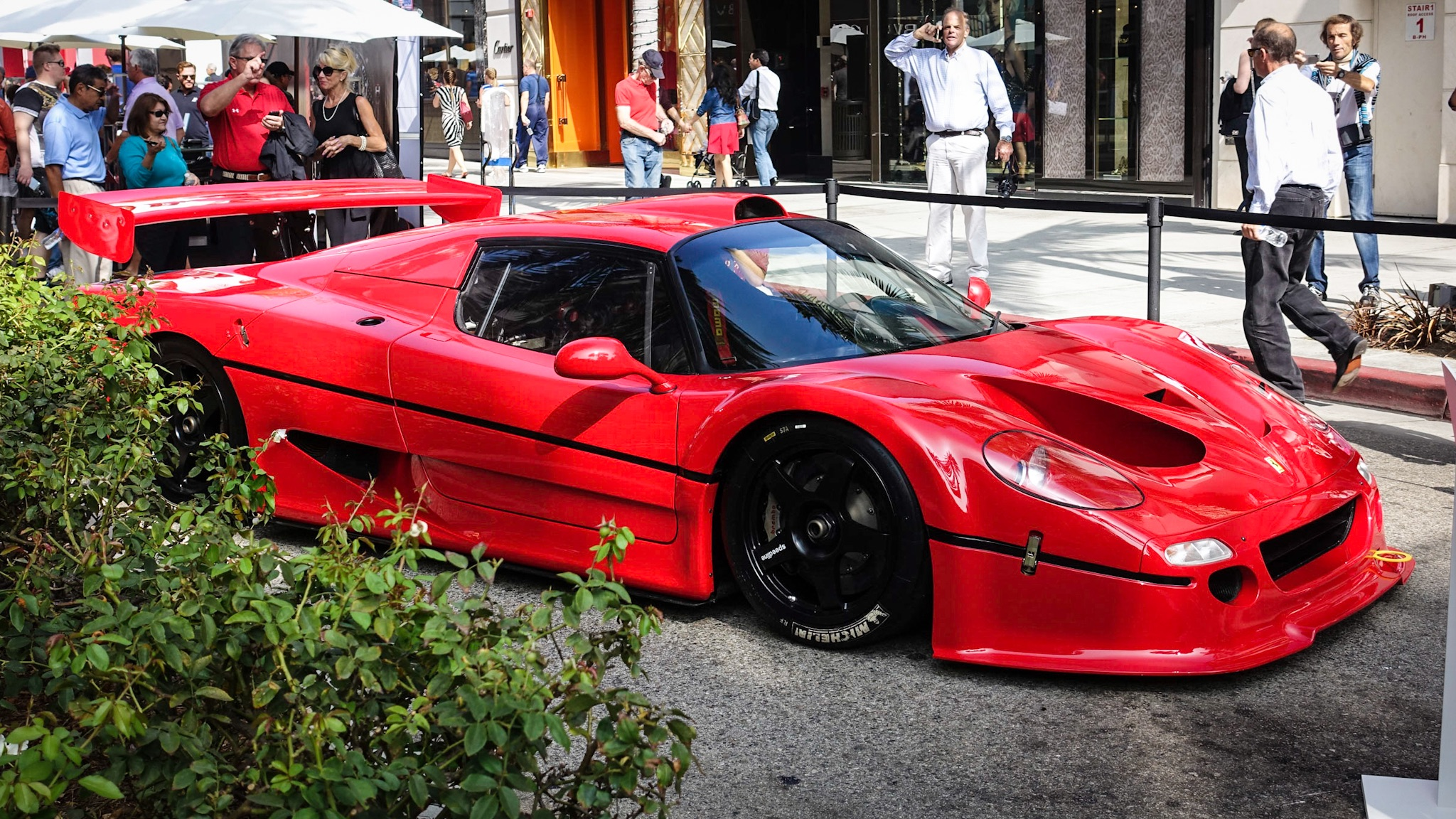
A 001-es alvázszámú F50 GT a Rodeo Drive-on, Beverly Hills-ben 2014-ben

1996-ra a fejlesztés olyan szintre jutott, hogy a prototípus teljesítménye mérhetővé vált. Kiderült, hogy egy teljes értékű versenyautóról van szó, amelyet számos ponton továbbfejlesztettek a hagyományos F50-hez képest. A mechanikában végrehajtott változtatások különösen az erőegységet érintik. Például a motor teljesítményét 750 lóerőre (550 kW) növelték 10 500-as fordulatszámon, a nyomatékot pedig 529 Nm-re 8000-es fordulatszámon. Az aerodinamikát is módosították, nagyobb első és hátsó spoilerekkel, amelyek nagyobb leszorítóerőt generálnak, és diffúzorral javították a levegő áramlását az autó alatt. A targa tető eltűnt a fix tető javára, és a GT-t is alacsonyabbra tették, így a teljes hasmagasság kevesebb mint 110 cm-re csökkent. A 12 hengeres – továbbra is hordható – motor mérete nem változott, 4,7 liternél marad a lökettérfogat, de számos részletes módosítást hajtottak végre a bemeneten, a kipufogókon, az elektronikus vezérlésen és a perifériákon.
A Ferrari a GT-t szekvenciális sebességváltóval (amely már nem tartalmaz szinkronizálókat), karbon féktárcsákkal és teljesen állítható felfüggesztéssel szerelte fel. A futómű is módosult, a gumiabroncsokat pedig „slick”-ekre cserélték. Az eredeti modell fékjeit teljesen karbon rendszerrel (tárcsák és betétek) helyettesítik; az első féknyergek immár 6 dugattyúval és 380 mm átmérőjű tárcsákkal rendelkeznek. A belső teret a versenyzéshez minden felesleges díszítéstől megfosztották (mint bőrülések, a belső kárpitozás vagy a hangszigetelő elemek), és többek között teljesen digitális műszerfalat kapott. A szénszálas futómű azonban ugyanaz maradt, mint a normál F50-esé. A súlycsökkentő erőfeszítések eredményeként a száraz tömeg 860 kilogramm lett, míg a normál F50-es száraz tömege 1230 kilogramm. Ezek a jelentős módosítások az F50 GT-t, más néven F50 GT1-et sokkal gyorsabb autóvá tették, mint a hagyományos F50-et. A GT 2,9 másodperc alatt sprintelt álló helyzetből 100 km/h-ra, végsebessége pedig 376 km/h. Nicola Larini tesztpilóta kezében az autó több másodperccel gyorsabbnak bizonyult a 333 SP-nél a Fiorano pályán.
A Ferrari még az FIA GT-bajnokság első futama előtt leállította az F50 GT fejlesztését. A szezon kezdete előtt néhány kisebb szabályváltozással a Porsche (Porsche 911 GT1), a McLaren (McLaren F1 GTR) és a Mercedes hirtelen képes volt rendkívül drága és sokkal gyorsabb "evolúciós" változatokat építeni versenyautóikból, és a Ferrari nem tudott lépést tartani ezzel a fejlesztéssel az F50 GT-vel. A Ferrari panaszt tett az FIA-nál a szabályváltozás miatt, de nem járt sikerrel, így a Ferrari, hogy elkerülje az arculatvesztést, az F50 GT végét jelentette. Az autót soha nem nevezték versenyre. Döntését a Ferrari soha nem közölte hivatalos magyarázattal, ami akkoriban meglepő lehetett a project előrehaladásának állapotát tekintve. Néhány újságíró kérdéseivel szembesülve a Scuderia egyszerűen emlékeztetett arra, hogy az F50 GT versenyképes működésével kapcsolatos hivatalos programot azonban soha nem is jelentettek be.

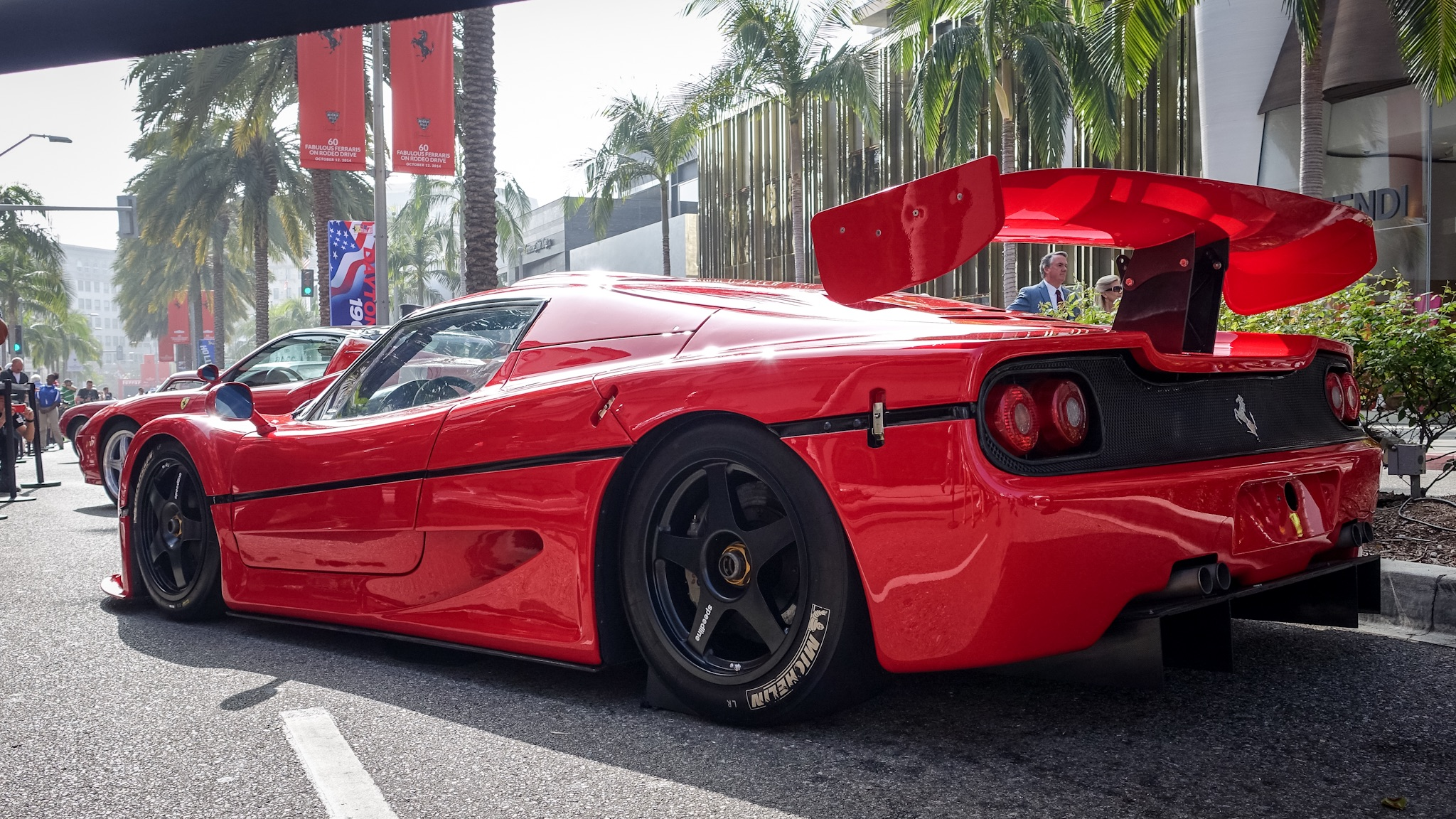
A 001-es alvázszámú F50 GT hátulról

Az F50 GT teljesítményére vonatkozó adatok csak jelzésértékűek, mivel egyetlen újságíró sem tudott kellően teljes tesztet végezni ahhoz, hogy pontos mérést végezzen. A három befejezett F50 GT közül az egyiket, amelyet a tulajdonosa adott kölcsön egy tesztelés alkalmára, egy japán sofőr és újságíró Tetsuya Ohta valamelyest jól ki tudott használni a TI Aida pályán 1998 elején. A vezető a sima F50-hez képest körönként 12 másodperces növekedést mutatott, amelyet lenyűgözőnek minősített. A pilóta ezen a pályateszten is összehasonlítást tudott végezni az F40 LM-mel, amelyet már volt lehetősége korábban tesztelni. Az ítélete a következő volt: "legyen szó gyorsításról, fékezésről, iránytartásról, végsebességről, tapadásról vagy kanyarodásról, az F50 GT minden tekintetben felülmúlja elődjét". A fő fejlődés és különbség Tetsuya Ohta szerint azonban a könnyű kezelhetőségre vonatkozik. Az F40 LM ideges és kényesen kezelhető autó, egyrészt a természetes túlkormányzási hajlam miatt, másrészt a kompresszoros motor brutalitása miatt, amelynek IHI turbói 2,6 bar-on fújnak az előzőhöz képest. Az F40 szabványon, jelentős reakcióidőt mutat, és nem könnyíti meg a hátsó tengelyre érkező nyomaték kezelését. Az F50 GT kiegyensúlyozott és kényelmes használatot tesz lehetővé, ami lehetővé teszi, hogy könnyebben és nagyobb rendszerességgel vezessen kitartó tempóban.
Az F50 GT-ből három befejezett példány létezik. A 001-es alváz az egyetlen, amelyet a Ferrari a GT fejlesztése során összeszerelt és használt, a 002-es és 003-as alvázak a program leállítása után megmaradt pótalkatrészekből készültek el. A háromból két példányt a Ferrari egy amerikai és japán  ügyfelének adta el, azzal a szigorú megállapodással, hogy egyik GT-t sem használhatják versenyzésre. A harmadik példányt pedig Maranelloban, a cég központjában őriznek. Három, ezen felül épített alvázat állítólag  megsemmisítettek. 2000-ben a három elkészült példány egyikét először Arizonában kínálták eladásra. A 003-as alváz több mint 1,4 millió dollárért kelt el egy árverésen, ami több mint kétszerese annak, amit akkoriban egy normál F50-esért fizettek. Michael Sheelan, a márka egyesült államokbeli importőre szintén több mint egymillió dolláros egységárra hivatkozik, bár hivatalos információ soha nem erősítette meg e tranzakciók összegét.

## Örökség

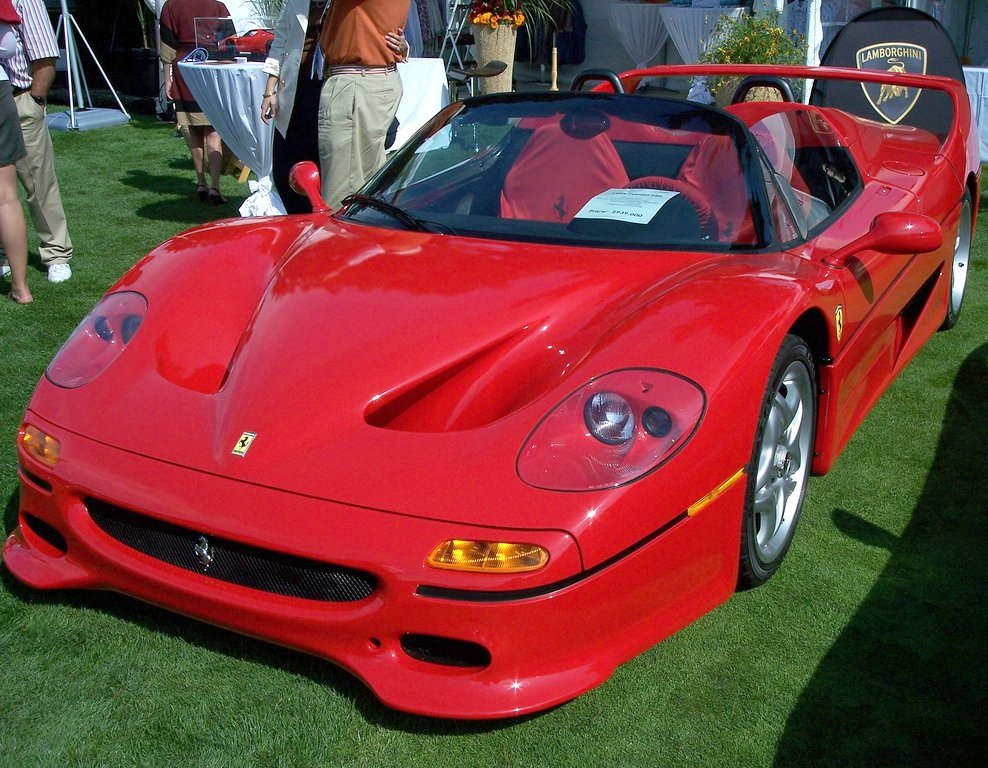
A műszerfalon lévő fehér papíron az árcédula 939 000 dollár

Nyolc évvel az F40 után született, és az F50 maradandó nyomot hagyott általában a sportautók és különösen a Ferrari történetében.
Az idősebb Ferrarik által követett utat folytatva biztosítja a szuperautó-sor fenntarthatóságát, amely a Scuderia magas szintű motorsportban végzett tevékenységéből származik, és korlátozott mennyiségben gyártották a maranellói gyártó kínálatában.
Az F50 1995-ös bemutatásakor a Ferrari elnöke, Di Montezemolo azt mondta, hogy a szinte minden értékesítési piacon szigorodó károsanyag-kibocsátási előírások miatt ez lesz az utolsó alkalom, hogy a Ferrari ilyen autót Formula–1-es motorra alapozhat. Az F50 egyben az utolsó hagyományos kézi váltós Ferrari szupersportkocsinak is bizonyult. Ez a kombináció teszi az F50-et egyedülállóvá a maga nemében. Az F50 bevezetésével kapcsolatos kezdetben vegyes  reakciók ellenére az autó nagyon keresett klasszikus. Részben exkluzivitása miatt – az F50-et kisebb darabszámban gyártották, mint a legtöbb Ferrari szupersportkocsit – és egyedülálló műszaki jellemzői miatt a gyűjtők sokkal többet fizetnek egy F50-ért, mint amennyiért az autót korábban eladták. 2021. május 22-én egy példányt (103922-es alvázszám, egyike az Egyesült Államok piacára épített 55-ből) a Sotheby's több mint 3,7 millió dollárért értékesített. Egy évvel korábban a Gooding & Company amerikai aukciósház több mint 3,2 millió dollárért adott el egy F50-et.
Az F50 a „közút Formula–1-es ferrarijának” is nevezhető, amely címet később az Enzo, majd a LaFerrari vitte tovább. 
2002 júliusában, öt évvel az utolsó F50-es gyártása után, a Ferrari bemutatta a Párizsi Autószalonon az utódját, a Ferrari Enzót. Az Enzo mögött ugyanaz volt az ötlet, mint az F50 mögött: Formula–1-es autót kell építeni az utakra. Az indulás hónapjában Michael Schumacher a Ferrari F2002-vel a tizenhét futam közül a tizenegyediken megszerezte a Formula–1-es világbajnoki címet. Ennél jobb egybeesést a Ferrari nem is kívánhatott volna. Az Enzo dizájnjával a Pininfarina ismét új utat követett, az éles vonalak visszatértek, és a hátsó légterelő hiánya is feltűnő változás. A 6,0 literes V12-es motorral, 660 LE teljesítménnyel az Enzo gyorsabbnak bizonyult, mint az F50. A 100 km/h-t 3,65 másodperc alatt éri el, a végsebessége pedig meghaladja a 350 km/h-t. Schumacher öt másodperccel gyorsabb volt a fioranói pályán az Enzóval, mint az F50-el.

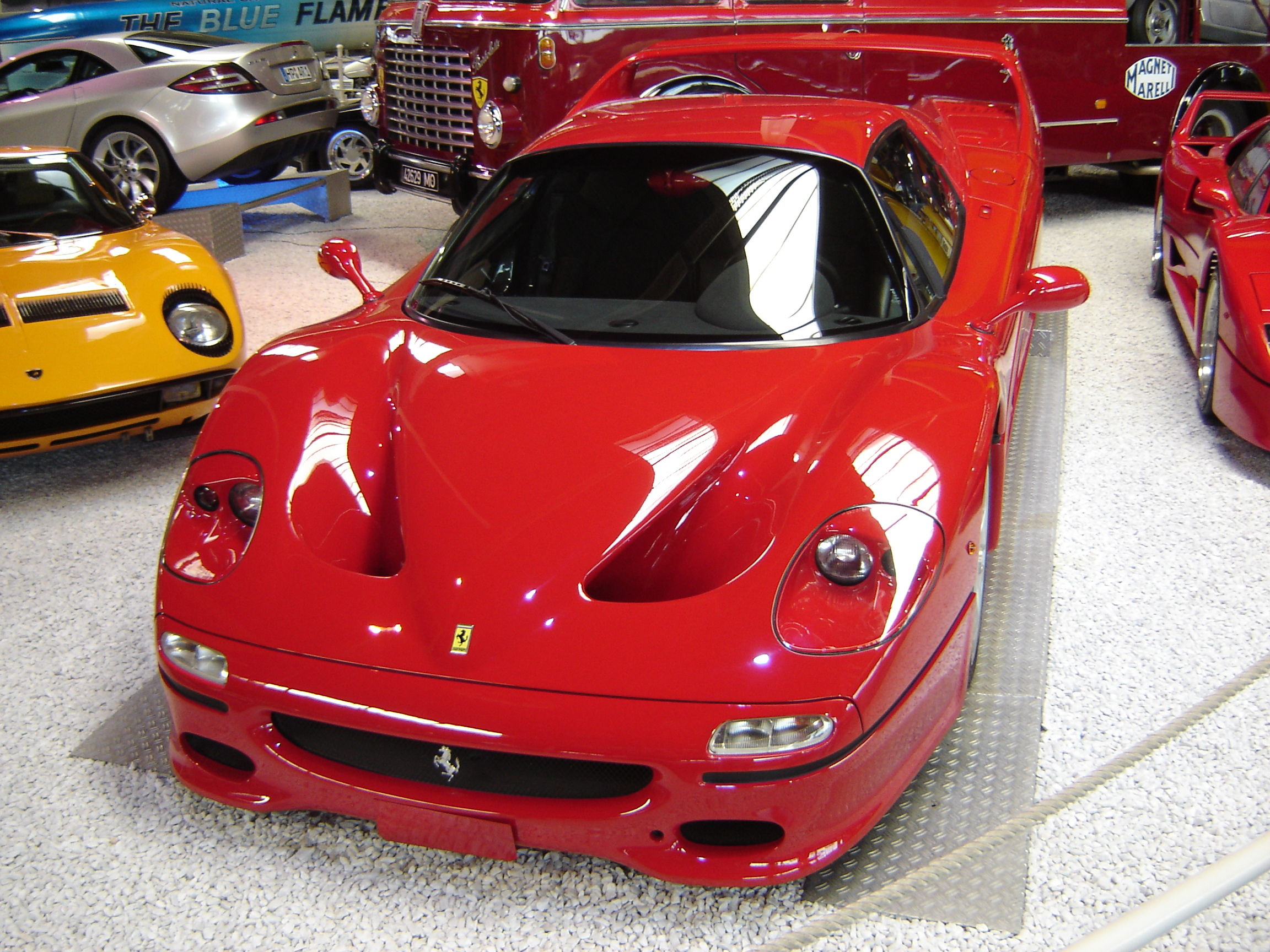
Ferrari F50 (Sinsheim Autó és Technológiai Múzeum)

Az F50-nek köszönhetjük azt a „hagyományt”, hogy a Ferrarinál rögzített kvótákat állapítanak meg az ilyen típusú járművek gyártására. A kezdeti 349 példány a gyártó marketing osztálya által végzett piaci tanulmányokból származik, amelyek világszerte 350-re becsülik az F50 komoly potenciális vásárlóinak számát; ezt követően úgy döntöttek, hogy biztosítják, hogy a kereslet mindig magasabb legyen, mint a kínálat, hogy garantálják a kollekció stabil értékét, és elkerüljék azokat a spekulatív túlzásokat, amelyek az F40-et – valamint a márka más keresett modelljeit, például a 250 GTO-t sújtották. Az „új használt” viszonteladói piac gyorsan kibontakozott az ellenőrzés alól, és az F40 egyes példányait eladták, az eredeti ár több mint ötszörösére, még mielőtt elhagyták volna a gyárat.
Ezt a 349 legyártott járműből álló kvótát a Ferrari szigorúan betartotta, ellentétben a 288 GTO-val és az F40-nel, amelyek gyártását a márka különböző importőrei és ügyfeleik nyomására kiterjesztették. Szigorú kizárólagossági stratégia, ami meghozta gyümölcsét: míg 2009-ben egy F40-es körülbelül 350 000 euróba került, addig körülbelül 500 000 eurós költségvetést kellett befektetni egy jó állapotú F50 vásárlásához.
Az autó számos versenyvideójátékban jelent meg, mint például: Need for Speed II, Need for Speed: High Stakes, Need for Speed: Hot Pursuit 2, Need for Speed: Rivals, Need for Speed: No Limits, Forza Motorsport 3, Forza Motorsport 4, Forza Motorsport 5, Forza Motorsport 6, Forza Motorsport 7, Forza Horizon, Forza Horizon 2, Forza Horizon 3, Forza Horizon 4; Gran Turismo Sport.

## Érdekességek
- Az Egyesült Államokban eladott 55 F50-es mindegyikét 1995-ben szállították le, mert az autó nem felelt meg az ezen év után hatályba lépő károsanyag-kibocsátási és légzsák-szabványoknak.
- A Pininfarina elkészítette az F50 egyedi példányát Hassanal Bolkiah, Brunei szultána kérésére. Az autó fix tetőt kapott, benne légdobozzal, hogy elegendő levegőt biztosítson a motornak, áttervezték az autó elejét, és egy sokkal nagyobb hátsó légterelőt szereltek fel. Az autó a Ferrari F50 Bolide nevet kapta.
- 2023 novemberében Rod Stewart elárverezett egy F50-est. Az autó 18 ezer kilométer futással, több mint 2 millió fontért kelt el, amely 1996-ban a 255. példányként gördült le a gyártósorról, és az énekes lett az első tulajdonosa 1997-ben.[58][59]

## Műszaki adatok

#### Gyártás
- Gyártási hely: Maranello, Olaszország
- Gyártott darabszám: 349 (1995-től 1997 júliusáig)
- Inspiráció: 1990-es Ferrari 641, Alain Prost vezetésével[60]

#### Méretek
- Száraz tömeg: 1230 kg (2712 font) az F50-nél, és 860 kg (1900 font) az F50 GT- nél.[61]
- Eloszlás: 42%/58% (elöl/hátul)
- Hosszúság: 4480 mm (176,4 hüvelyk)
- Magasság: 1120 mm (44,1 hüvelyk)
- Szélesség: 1986 mm (78,2 hüvelyk)
- Tengelytáv: 2581 mm (101,6 hüvelyk)
- Első nyomtáv: 1621 mm (63,8 hüvelyk)
- Hátsó nyomtáv: 1603 mm (63,1 hüvelyk)

#### Motor
- Típus: Tipo 036-eredetű, modell SFE 4.7 VJGAEA, Tipo F130 B
- Elhelyezés: hátsó középső motor, hátsókerék-hajtású elrendezés
- Konfiguráció: Hosszirányban szerelt 65° V12
- Szívás: természetes szívó , változtatható hosszúságú szívócsővel a szívócsőben lévő pillangószelepen keresztül
- Szívócső: szénszál erősítésű polimer
- Blokk: Moduláris öntöttvas
- Fejek/dugattyúk: könnyűötvözet alumínium fejek/kovácsolt Mahle dugattyúk
- Olajteknő: alumínium

- Összekötő rudak: kovácsolt titán
- Főtengely: kovácsolt acél

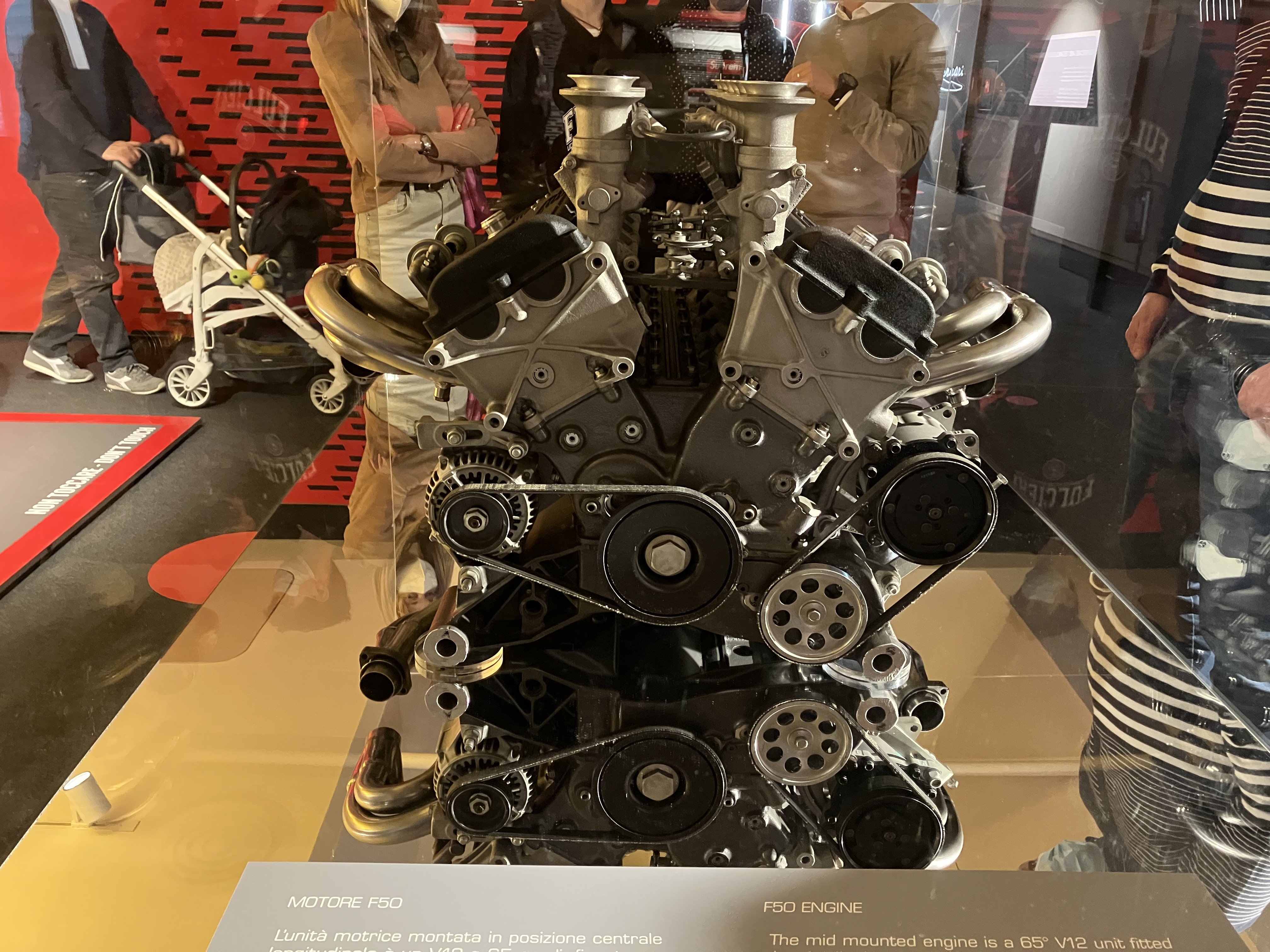
F130 B a Ferrari Múzeumban

- Bütykök fedelek/Olaj - és víz szivattyú ház : magnézium-homok öntvény
- Kipufogócső: rozsdamentes acél
- Motor tömege: 198 kg (437 lb)
- Szeleplánc: hengerenként 5 szelep (3 szívó, 2 kipufogó), 60 szelepes (összesen) DOHC hengersoronként alacsony zajszintű Morse lánc által meghajtott
- Űrtartalom : 4698,50 cc (4,7 L; 286,7 cu in)
- Max. teljesítmény: 382 kW (519 LE; 512 LE) 8000 ford./percnél
- Max. nyomaték: 471 N⋅m (48 kg⋅m; 347 lb⋅ft) 6500 ford./percnél
- Fajlagos teljesítmény: 81,3 kW (110,5 LE; 109,0 LE)/liter
- Súly/teljesítmény arány: 2,69 kg/LE
- Furat X Löketméret: 85 mm × 69 mm (3,35 hüvelyk × 2,72 hüvelyk)
- Furat: löketarány: 1,23:1 (négyzet fölé)
- Tömörítési arány: 11,3:1
- Redline: 8500 ford./perc
- Üzemanyag-lezárás: 8640 ford./perc[62]
- Üzemanyag betáplálás: Bosch Motronic 2.7 szekvenciális befecskendezés és elektronikus vezérlőegység (vezérli az üzemanyag-adagolást, a gyújtás időzítését , valamint a változó hosszúságú szívó- és kipufogórendszereket)
- Gyújtásrendszer: Bosch statikus elektronikus elosztó - gyújtásmentes
- Kenés: száraz olajteknő , tartály a végső hajtásházba beépítve, 3 tisztító szivattyú
- Változtatható szívónyílás: pillangószelep a szénszálas szívócsonkban alacsony fordulaton zárva, magas fordulaton nyitva
- Változtatható kipufogó: pillangószelep a felső kipufogócsövekben alacsony fordulatszámon zárva, magas fordulaton nyitva
- Üzemanyagtartály: habbal töltött, repülési stílusú Sekur gumitömlő, 105 L (28 US gal; 23 imp gal)

#### Üzemanyag fogyasztás
- EPA prémium benzin[63]

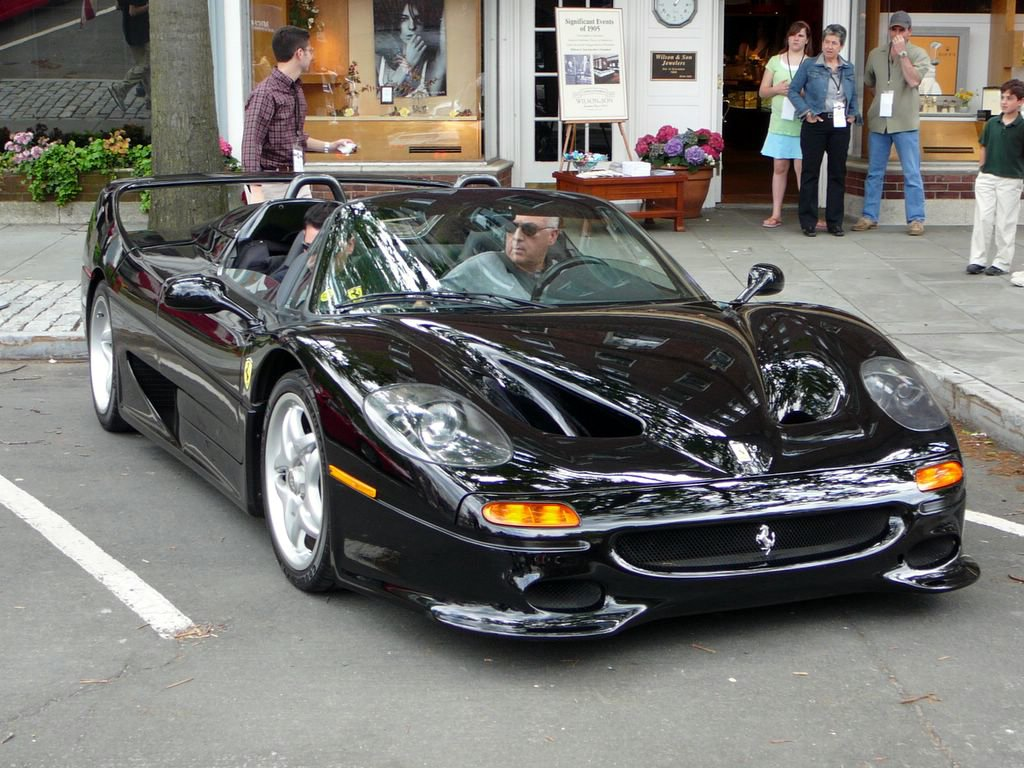
Az egyik Nero Daytona, azaz fekete színű a 4-ből

- Kombinált 8 mérföld/US gallon (29 L/100 km; 9,6 mpg
- Város 7 mérföld/US gallon (34 l/100 km; 8,4 mpg
- Autópálya 10 mérföld/US gallon (24 l/100 km; 12 mpg

#### Terjedés
- Konfiguráció: hosszirányú 6 sebességes manuális + hátramenet, korlátozott csúszású differenciálmű, RWD
- Áttételi arányok: 2.933:1 (1.), 2.157:1 (2.), 1.681:1 (3.), 1.360:1 (4.), 1.107:1 (5.), 0.903:1 (6.), 2.529:1 (hátra)
- Végső menet: 3.70:1
- Végső hajtás szerelvény: alumínium homoköntvény
- Maradt hajtóműház: magnézium homoköntvény
- Tartó merevítés: acél
- Lendkerék: acél
- Kuplung: száraz, ikertárcsás
- Hűtés: olaj-víz intercooler a sebességváltó kenőanyaga és a motor között

#### Alváz
- Típus: központi szénszálas kád, könnyűfém felfüggesztés és a motor-sebességváltó szerelvény rögzítési pontjai kopolimerizáltak az alvázhoz
- Anyagok: szénszál, epoxigyanta, Nomex méhsejt szerkezetű mag, szendvics konstrukció
- Torziós merevség: 34 570 N⋅m (25 500 lb⋅ft) fokonként

#### Felfüggesztés
- Elöl: Rózsa csuklós, egyenlőtlen hosszúságú lengőkarok , tolórudak, tekercsrugók, Bilstein gáznyomású egycsöves lengéscsillapítók, elektronikus adaptív csillapítás , elektronikus magasságállítás (max. 40 mm)
- Hátsó: Rózsa csuklós, egyenlőtlen hosszúságú lengőkarok , tolórudak, tekercsrugók, Bilstein gáznyomású egycsöves lengéscsillapítók, elektronikus adaptív csillapítás, rögzítési pontok a motor és a sebességváltó közötti távtartón
- Utazás: 55 mm ütés, 60 mm visszapattanás
- Hajlásszög: -0,7 fok elöl, -1,0 fok hátul
- Bukóstabilizátorok: elöl és hátul
- Max. dőlésszög: 1,5 fok
- Elektronikus adaptív csillapítás (a kormánykerék dőlésszöge és sebessége , a karosszéria függőleges és hosszirányú gyorsulása, a fékvezeték nyomása és a jármű sebessége alapján)
- Maximális reakcióidő (a minimálistól a maximális csillapítóerőig vagy fordítva): 140 ezredmásodperc (0,14 s)
- Átlagos reakcióidő (a minimálistól a maximális csillapítóerőig vagy fordítva): 25-30 milliszekundum (0,025-0,03 s)

#### Kormányzás

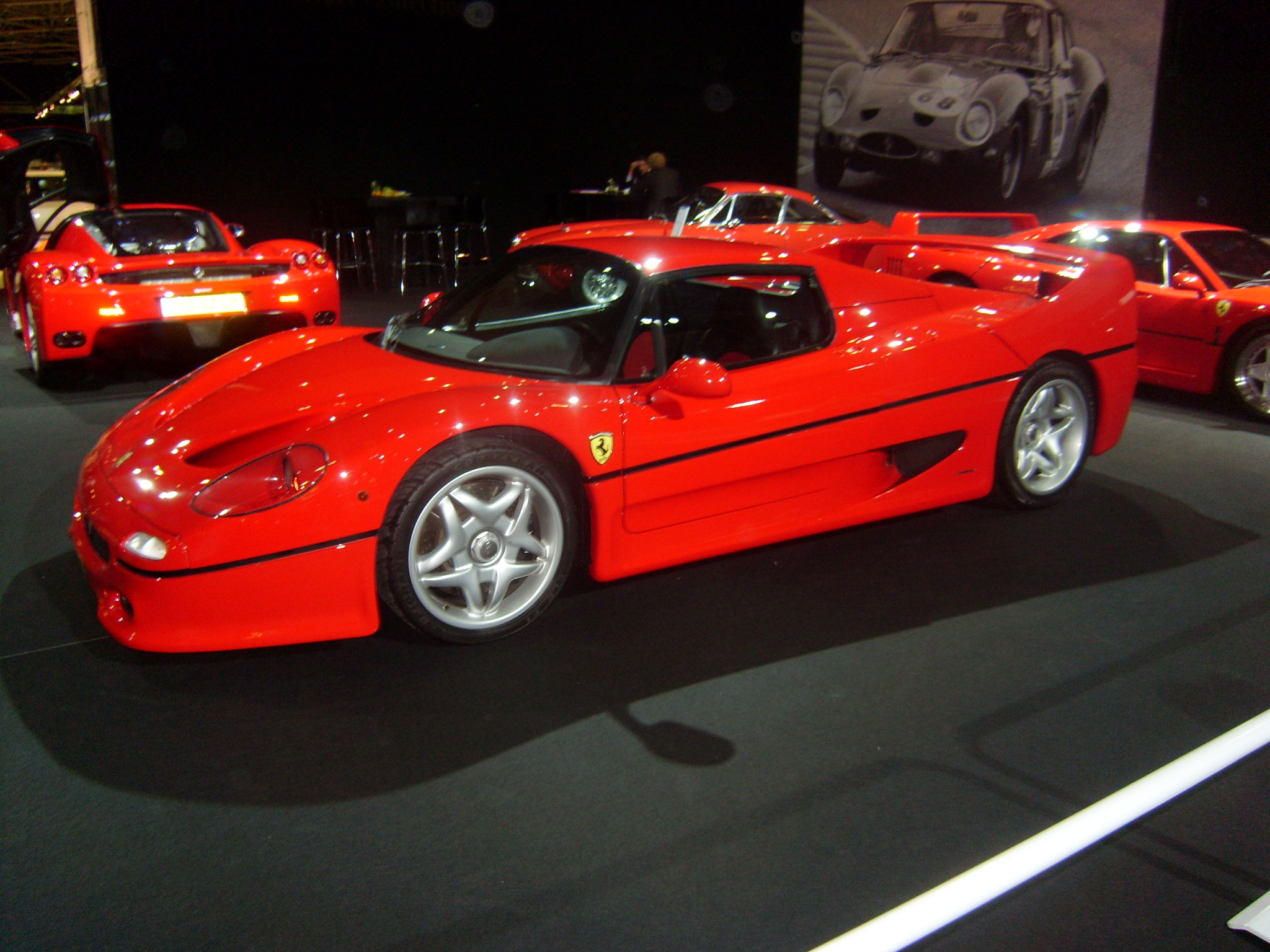
Rosso Corsa

- Típus: TRW fogasléc és fogaskerék , 3,3 fordulat zártól zárig, segítség nélkül
- Görgőszög: 5,5-5,7 fok
- Fordulókör: 41 láb (12 m)

#### Kerekek/gumik/fékek
- Kerekek: magnézium ötvözet , gyártó: Speedline
- Hub: titán
- Féktárcsa harangok/felfüggesztési oszlopok/féknyergek: alumínium
- Felső és alsó lengőkarok: fekete porszórt acél
- Első kerekek: 8,5 hüvelyk × 18 hüvelyk (220 mm × 460 mm)
- Első gumiabroncsok: 245/35ZR-18 Goodyear Eagle F1 GS Fiorano @ 35 psi (240 kPa)
- Első fékek: Brembo keresztbe fúrt és szellőző öntöttvas tárcsák, 4 dugattyús alumínium Brembo féknyergek, Pagid fékbetétek, ( ABS nélkül)
- Hátsó kerekek: 13 hüvelyk × 18 hüvelyk (330 mm × 460 mm)[62]
- Hátsó gumik: 335/30ZR-18 Goodyear Eagle F1 GS Fiorano @ 30 psi (210 kPa)
- Hátsó fékek: Brembo keresztbe fúrt és szellőző öntöttvas tárcsák, 4 dugattyús alumínium Brembo féknyergek, Pagid fékbetétek, ( ABS nélkül)
- Rugózatlan tömeg: 99 lb/121 lb (első sarkok/hátsó sarkok)

#### Szín népszerűsége
- Rosso Corsa (piros): 302
- Giallo Modena (sárga): 31
- Rosso Barchetta (sötétvörös): 8
- Argento Nurburgring (ezüst): 4
- Nero Daytona (fekete): 4

#### Teljesítmény
- 0–97 km/h (60 mph): 3,8 másodperc
- 0–160 km/h (100 mph): 8,5 másodperc[64]

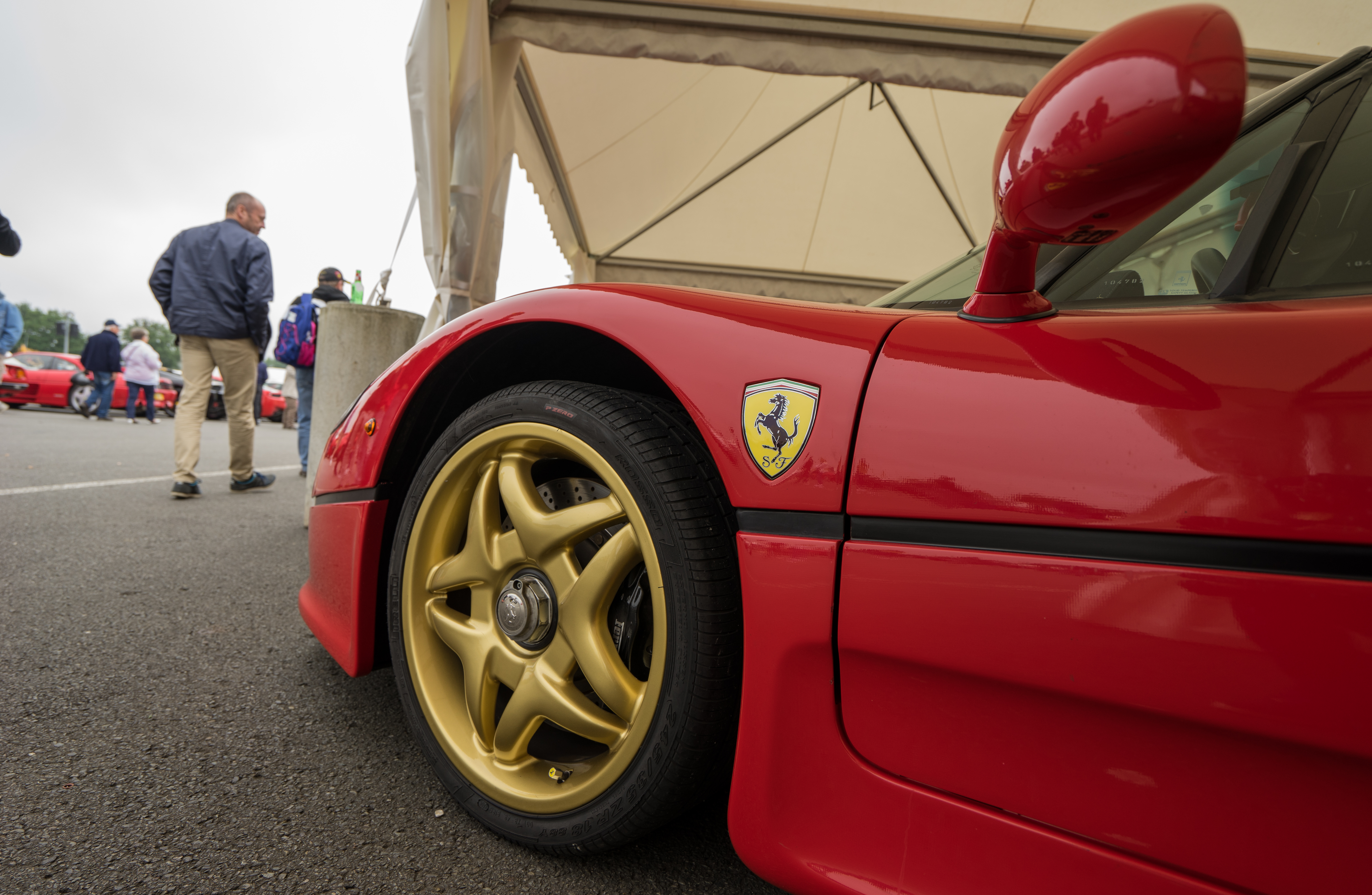
5 küllős könnyűfém keréktárcsa

- 1/4 mérföld: 12,1 másodperc 198 km/h-nál (123 mph)
- Csúszóbetét: 0,95 g
- Fékezés 70–0 mph (113–0 km/h): 176 láb (54 m)
- Végsebesség: 325 km/h (202 mph)[65]

#### Pálya tesztek
Az F50-nek a következő pályaidői voltak:
- Tsukuba-kör: 1:05.81
- Suzuka Circuit (2000): 2:25.525[66]
- Sugo: 1:38.573
- Fiorano: 1:27.00

## Galéria

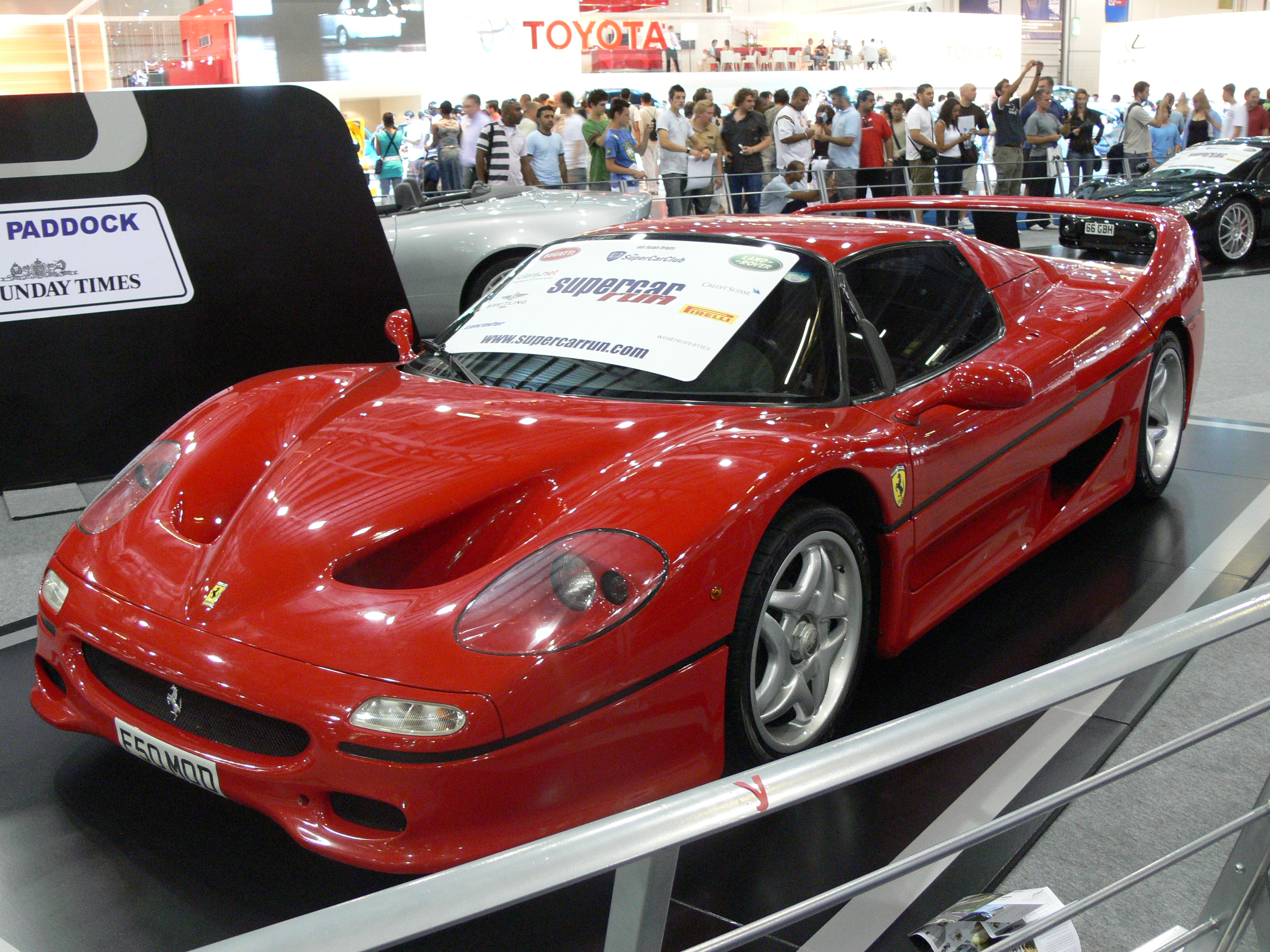
A 2006-os British Motor Show-n készült kép, a londoni Excel Centre-ben
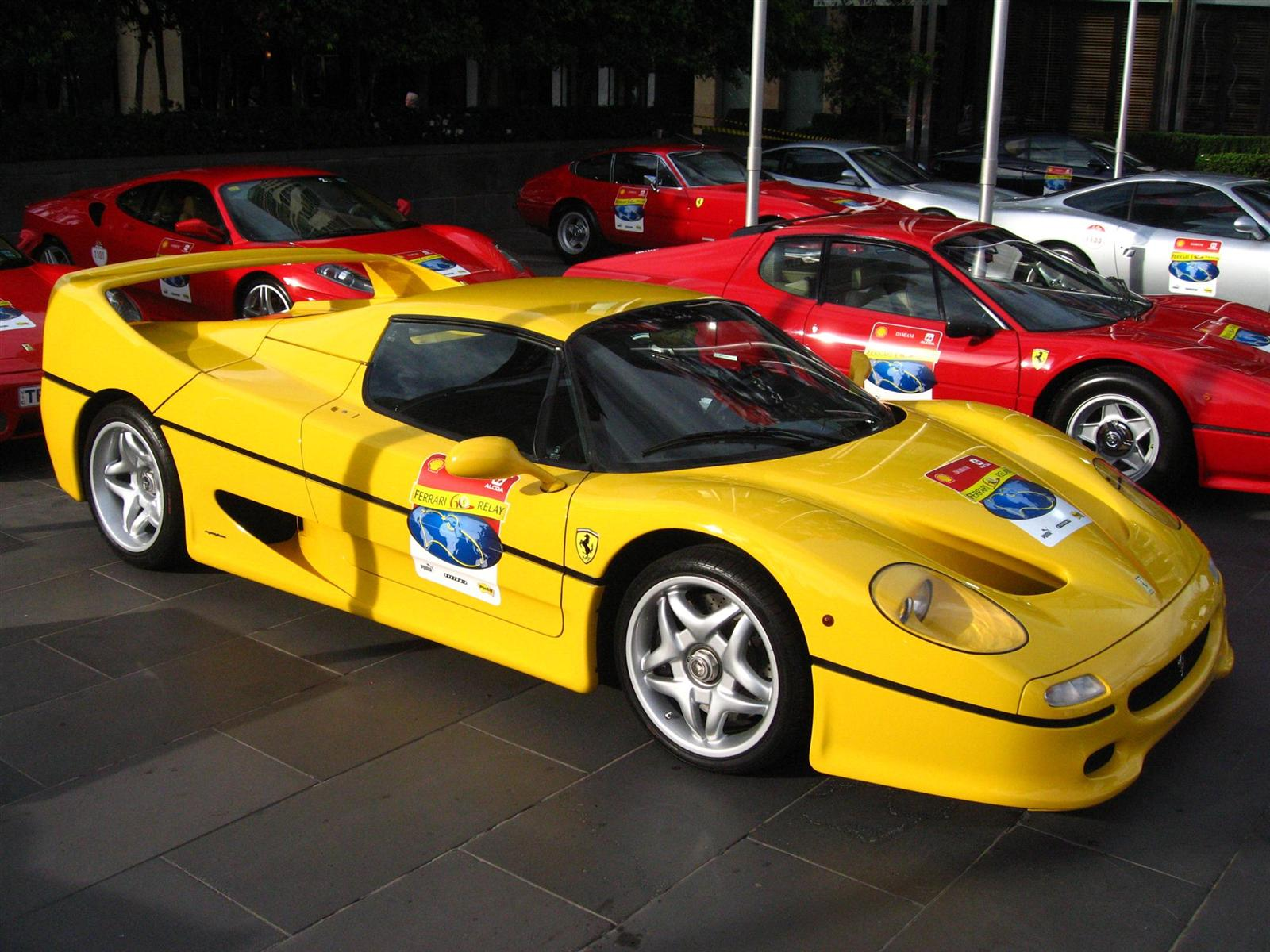
Ferrari F50 Melbourne-ben, Ausztráliában, a Crown Casino-nál 2007. március 3-án
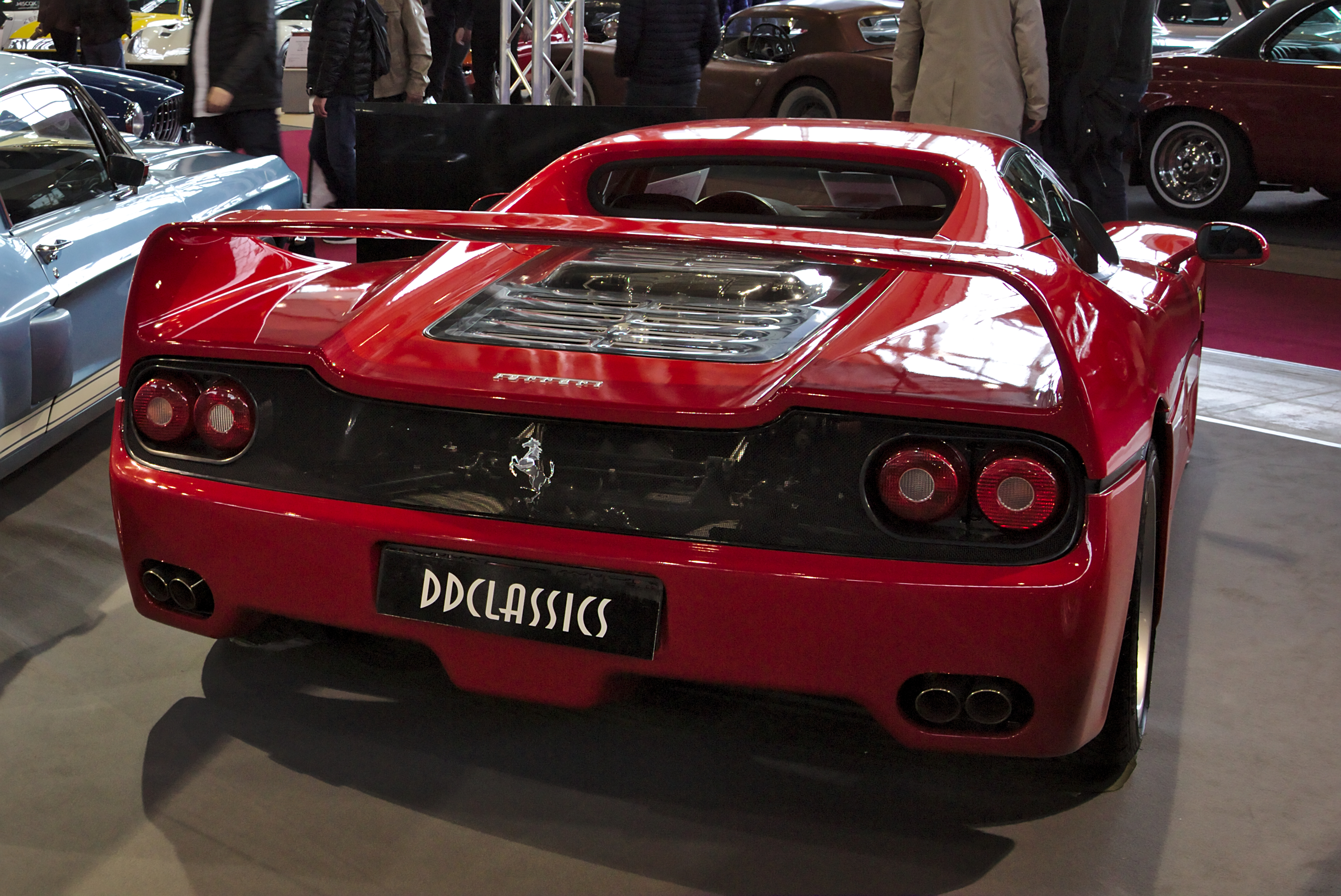
A Ferrari F50 hátulnézete
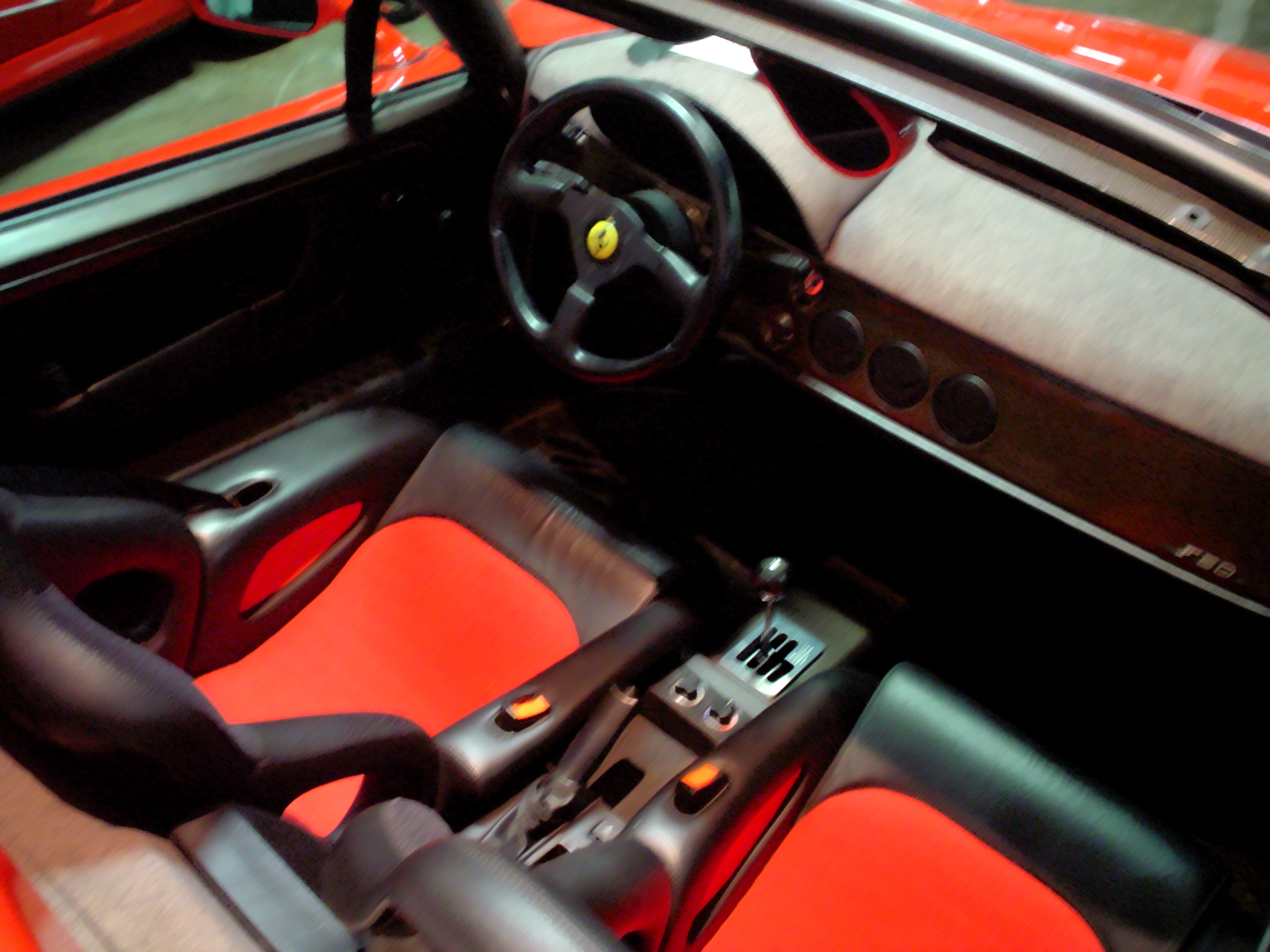
A Ferrari F50 belülről
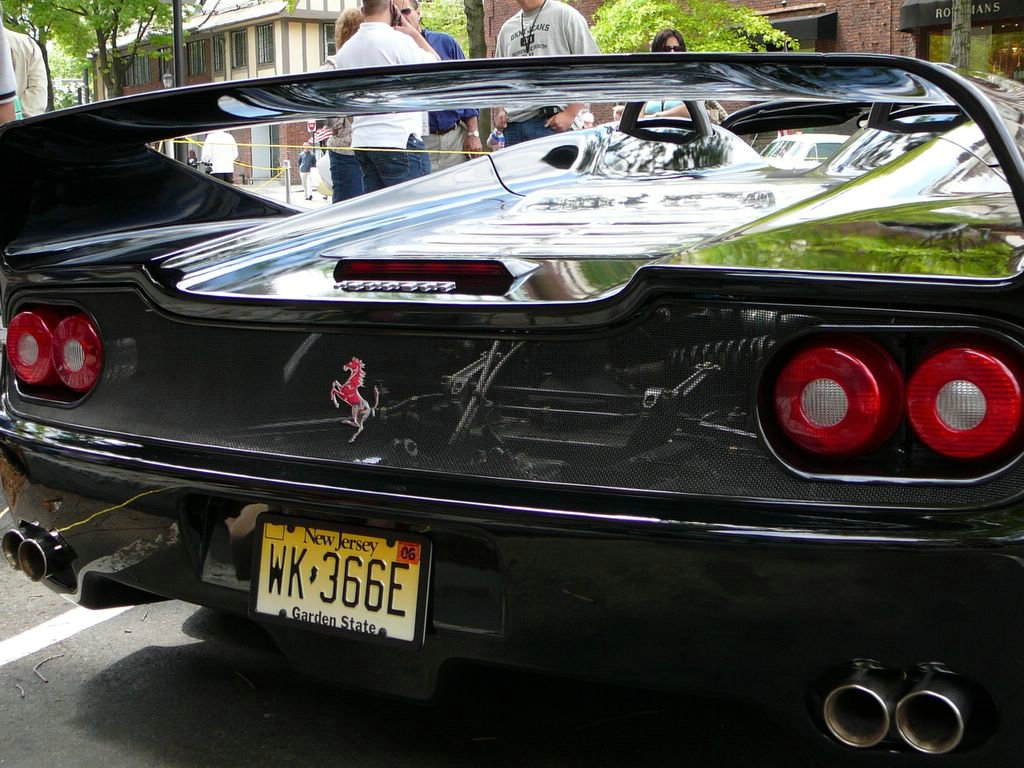
egy F50 hátsó részlete; vegye figyelembe a nagy hátsó szárnyat, a klasszikus négy kipufogót és a kör alakú Ferrari fényszórókat, valamint a vékony hűtőrácsot, amely felfedi a motor egy részét
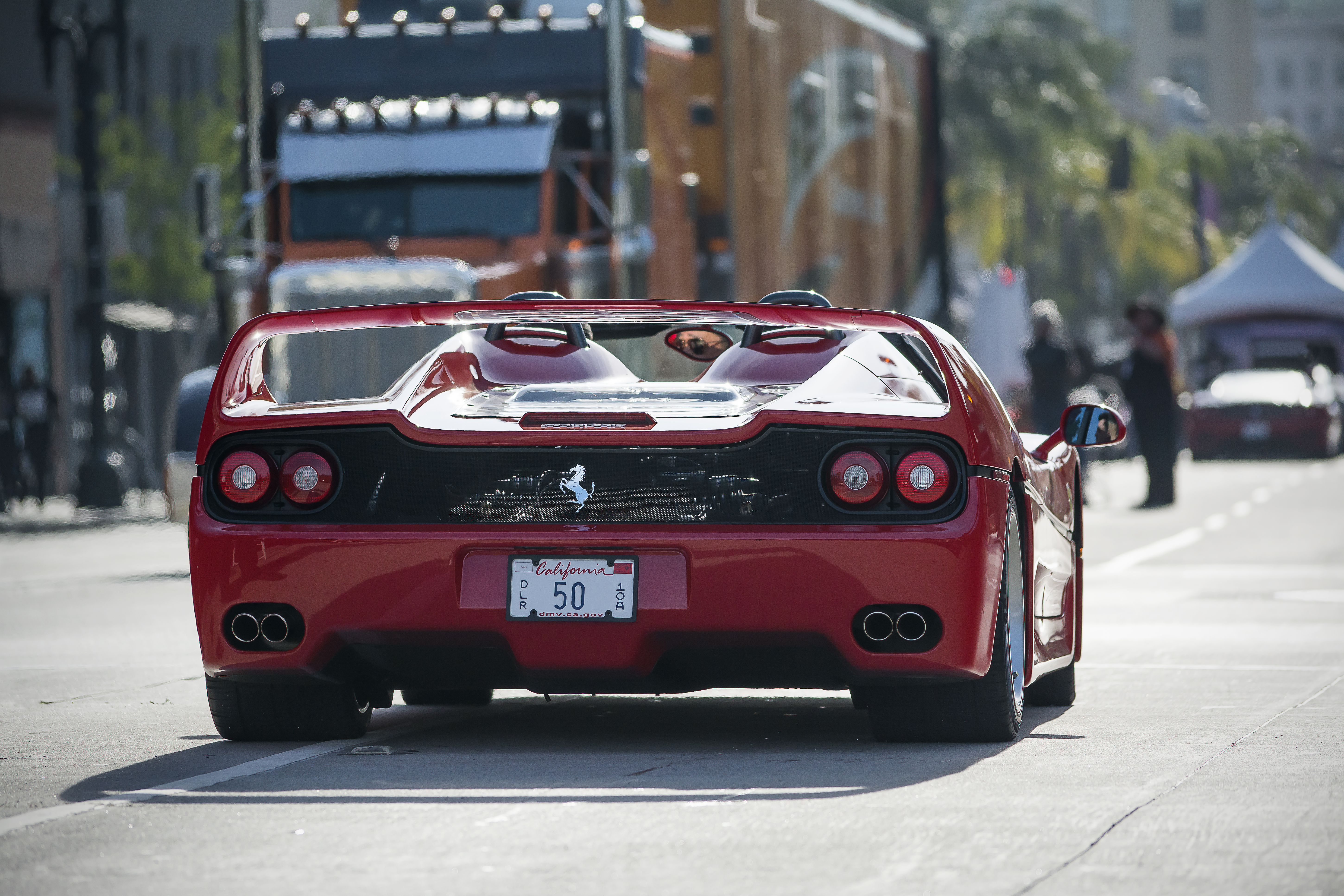
Egy F50 hátulról nézve.
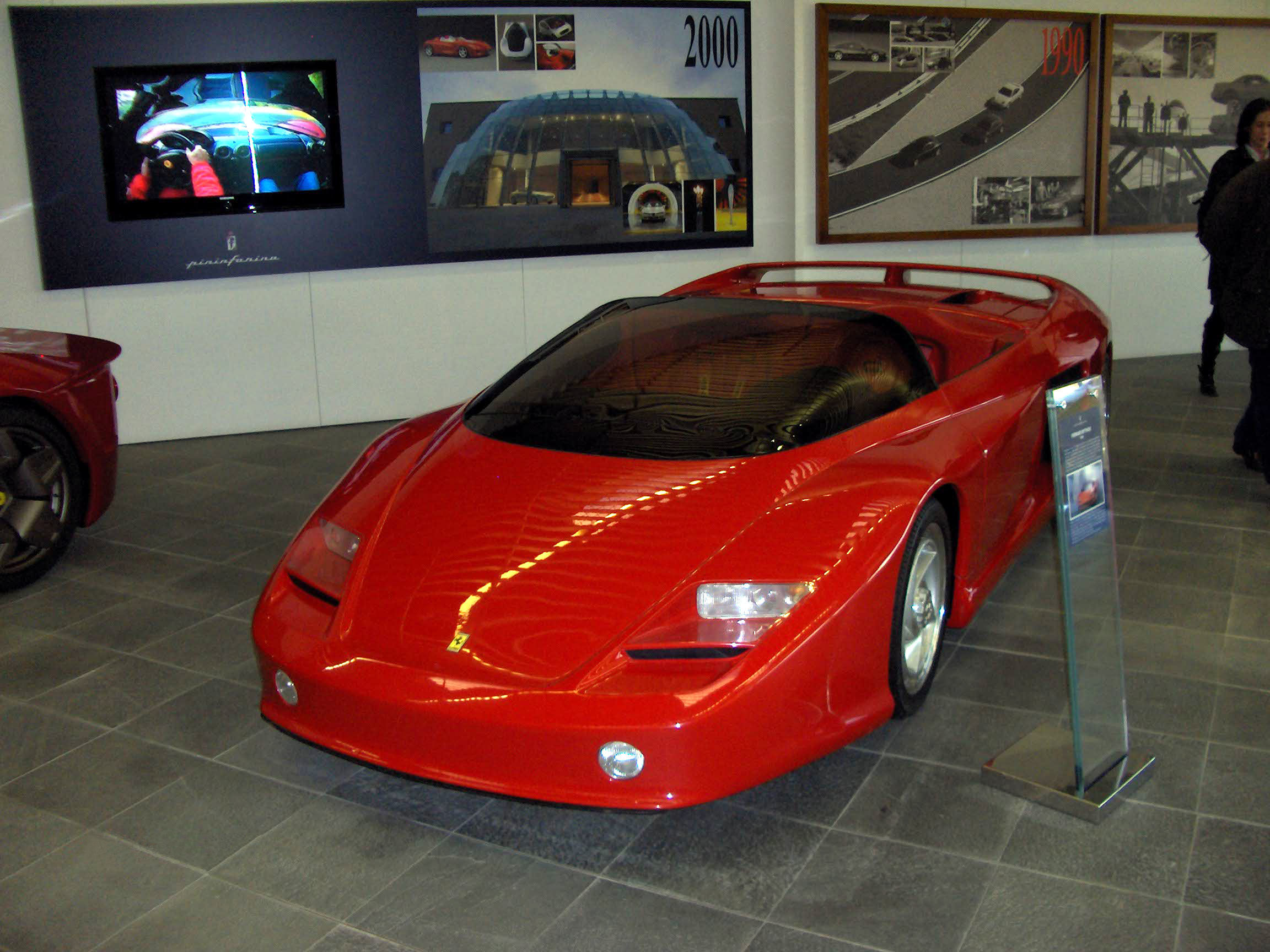
A Mythos, az F50 esztétikai inspirációja.
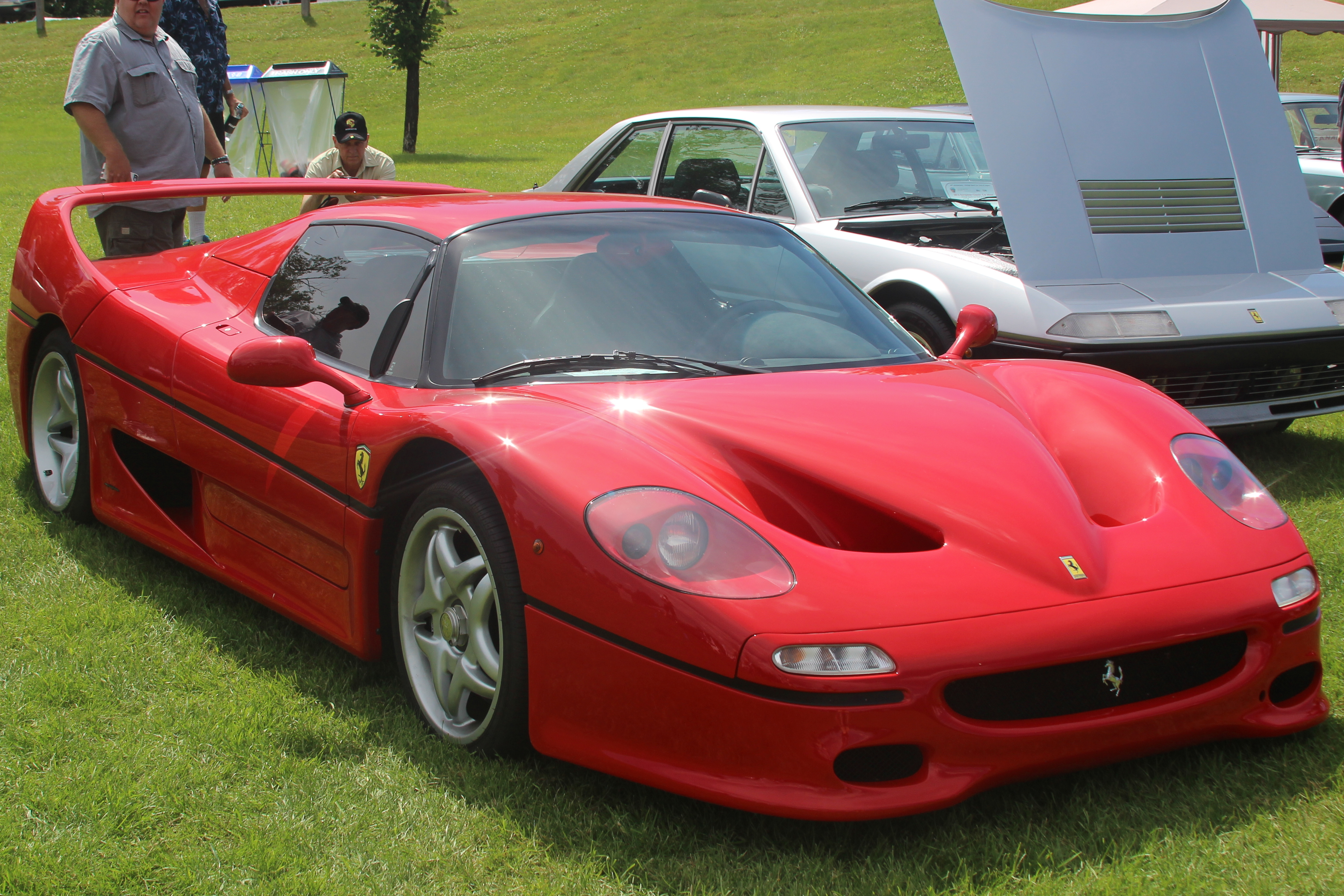
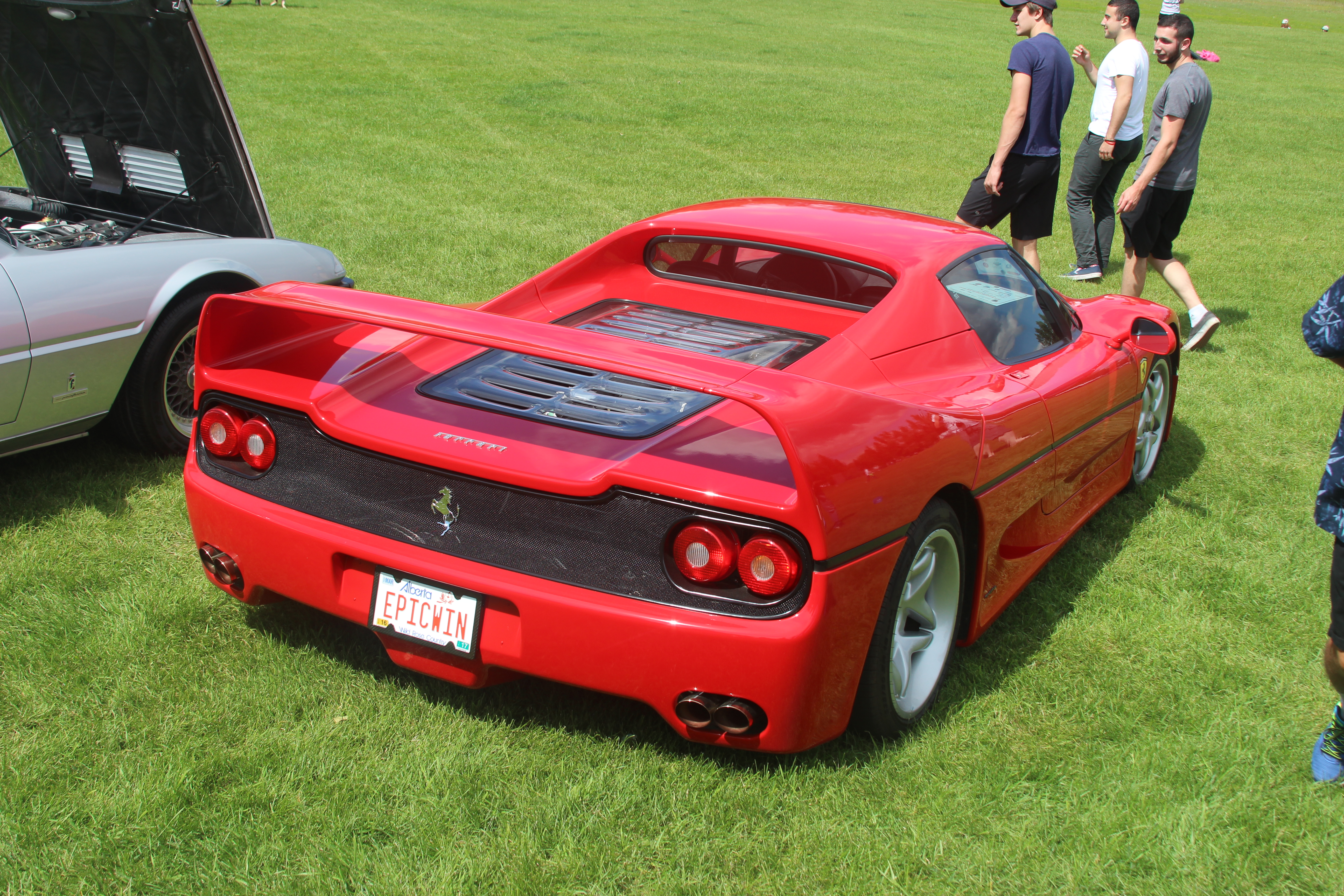
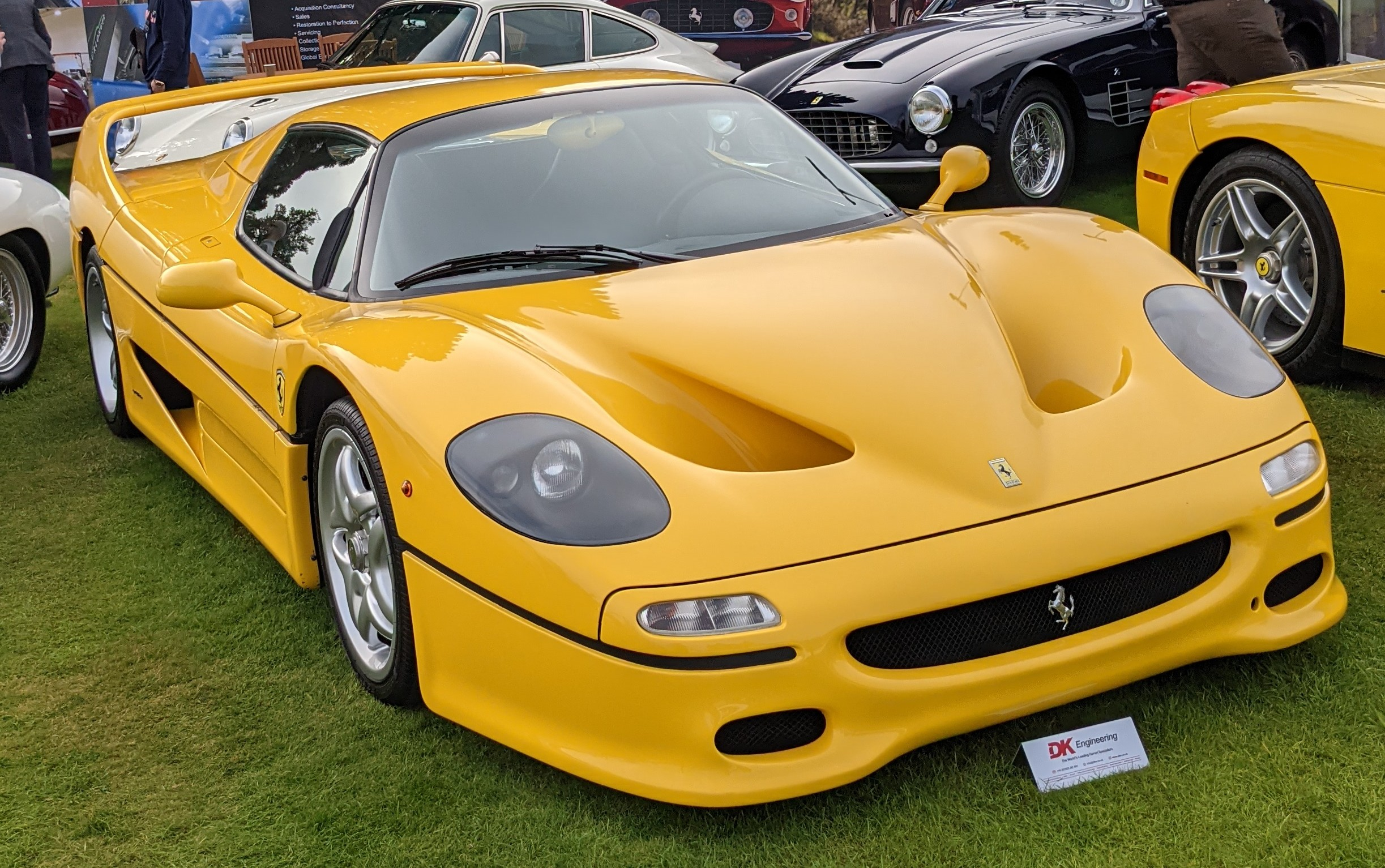
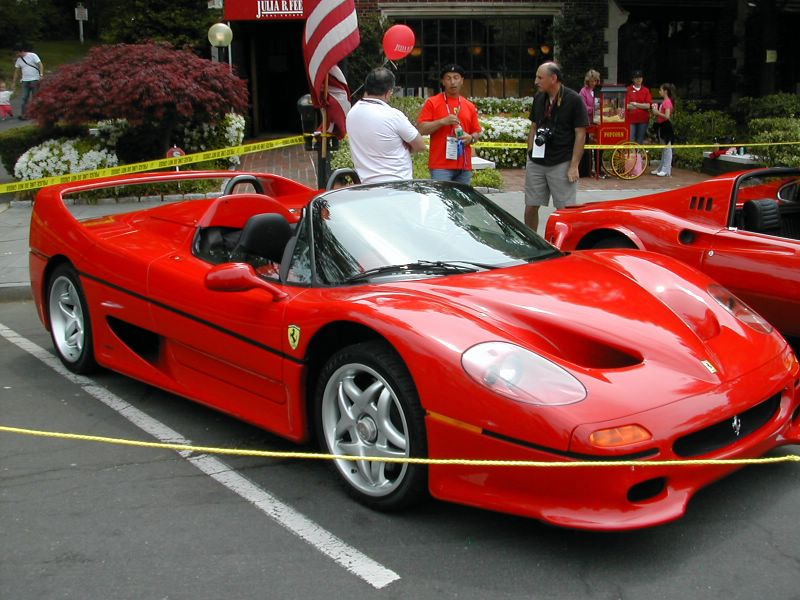
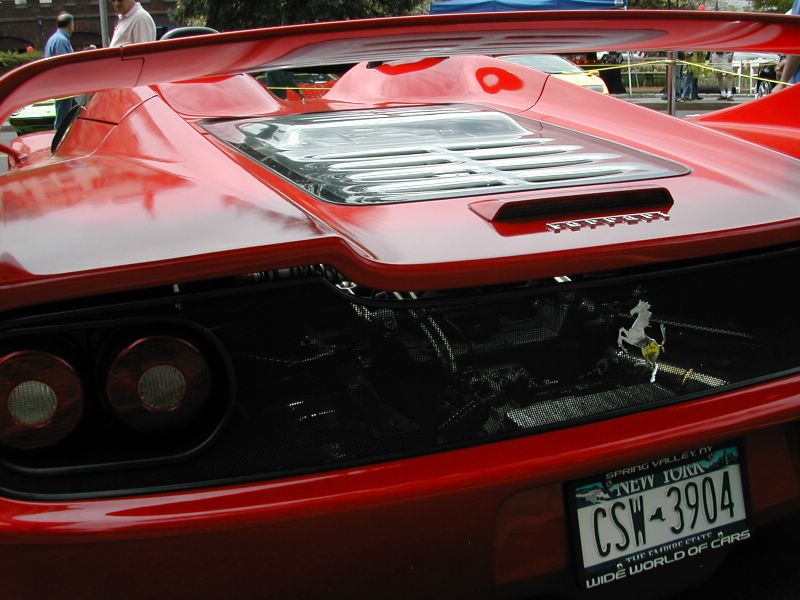
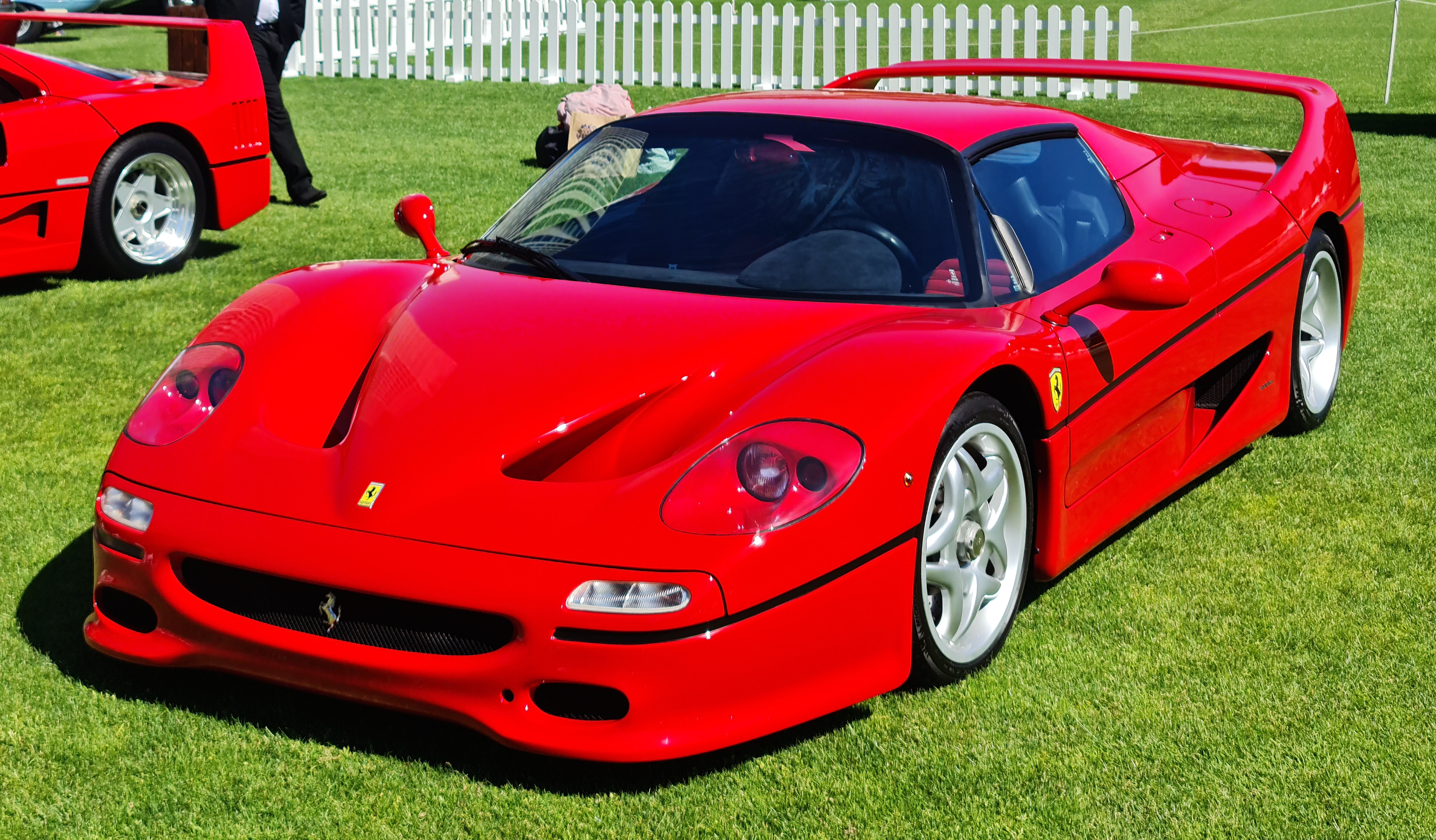
Egy F50, mellette az elődje az F40
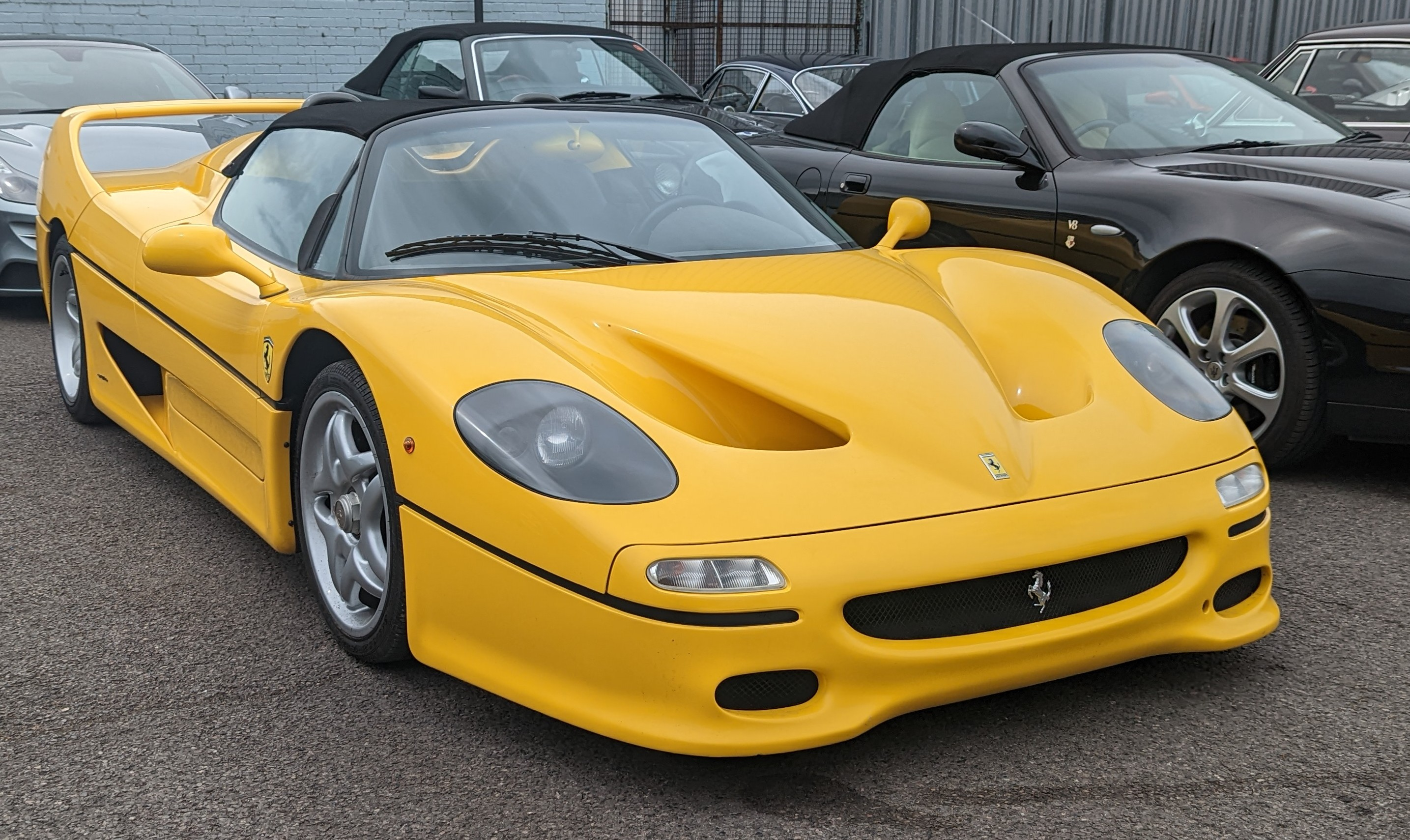
Ferrari F50 Spider
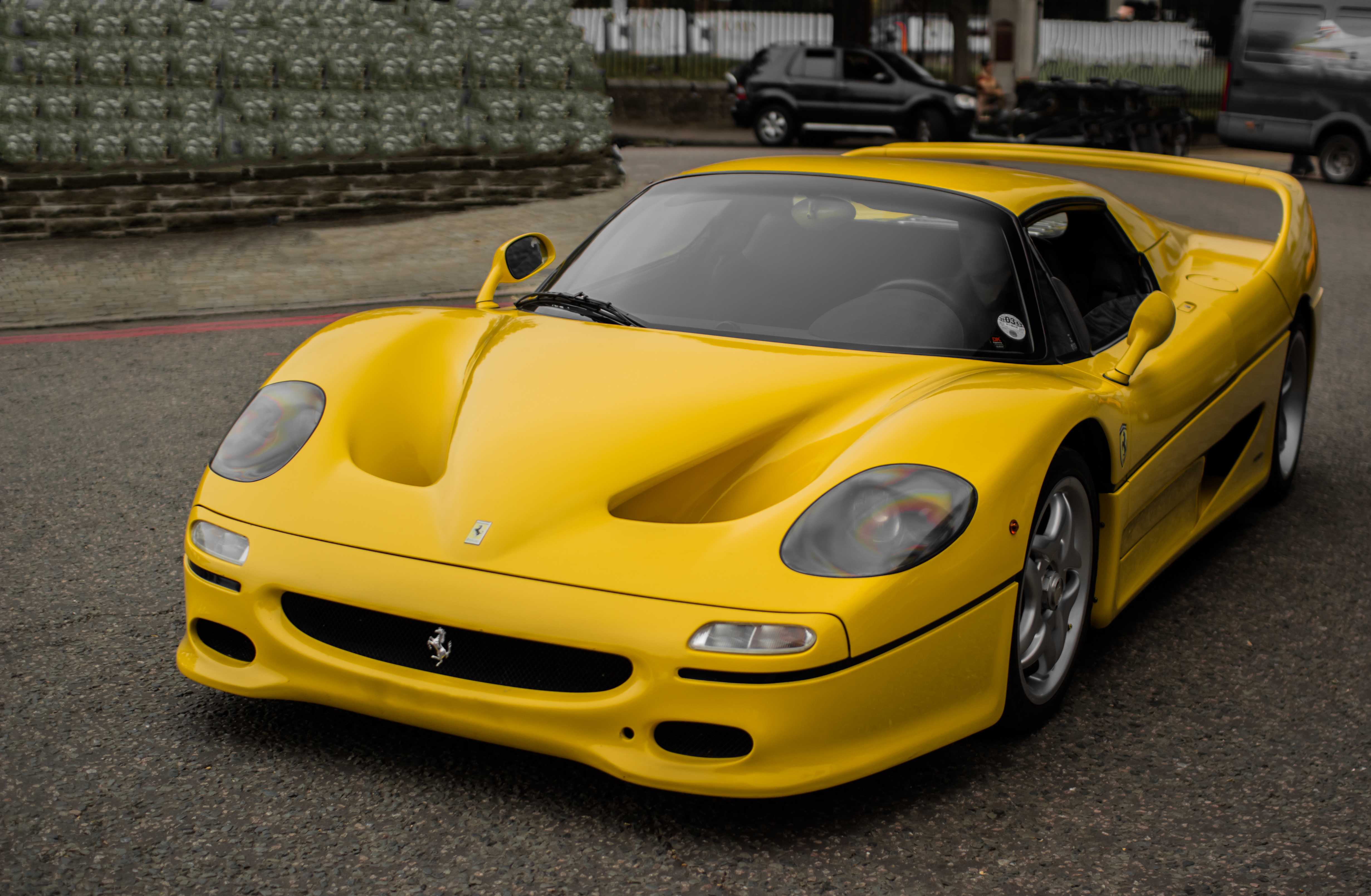